# うる星やつら (アニメ)
『うる星やつら』（うるせいやつら）は、高橋留美子による同名の漫画を原作とする、日本のアニメーション作品。

## 概要
初代テレビアニメシリーズはフジテレビ系列ほかにて、1981年10月から1986年3月までの約4年半にわたって放送されたほか、これに関連する劇場版アニメが6作品制作され、テレビシリーズ放送終了後にはOVAも制作された。チーフディレクターを担当した押井守をはじめ、脚本を担当した伊藤和典、キャラクターデザインを手がけた高田明美、森山雄治、西島克彦、土器手司といった当時若手のアニメーターが制作に参加し、その才能を発揮した。
2022年1月1日、約36年ぶりのテレビアニメ化が発表された。キャスト・スタッフを一新して制作された新たなテレビアニメは、フジテレビの深夜アニメ枠『ノイタミナ』ほかにて、第1期は2022年10月から2023年3月まで放送された。第2期は2024年1月から6月まで放送された。
本項目では2作品あるテレビアニメと、初代テレビアニメに関連するOVA作品について記述する。テレビアニメについては、初代を「1981年版テレビアニメ」、2作目を「2022年版テレビアニメ」として記述する。

## テレビアニメ（1981年版）
キティ・フィルムとフジテレビの製作でテレビアニメ化。1981年10月から1986年3月まで、フジテレビ系列ほかにて全195回（218話）が放送された。第1回から第106回はスタジオぴえろ、第107回から第127回はディーンおよびスタジオぴえろ、第128回から第195回はディーンがそれぞれアニメーション制作を担当した。原作漫画のコミックス第1巻から第29巻までの内容がテレビアニメ化されているが、エピソードの順番は大きく入れ替えられている。
アニメ化に際し、当時スタジオぴえろの社員であった押井守がチーフディレクターを担当することになった。押井によると、当時のスタジオぴえろは『太陽の子エステバン』と『まいっちんぐマチコ先生』に主力スタッフが割かれ、制作デスクすらいないという状態で制作が始まったという。放送開始当初は「原作との違い」などを理由として原作ファンから、カミソリの入った抗議の手紙、罵詈雑言の録音されたカセットテープが多数寄せられ、押井の降板話まで浮上した。しかし、3クール目から体制を立て直し、文芸に制作進行だった伊藤和典を抜擢、アニメーターに自由にやらせたことから、森山ゆうじや山下将仁、越智一裕といったメカも描ける当時若手の実力派アニメーターが集まるようになると制作に余裕ができて、次第に評価は上向いていった。また、原作の人気に加えて、先鋭的な演出や作画にアニメファンからも注目されるようになり、若手のアニメーターには、西島克彦のように志願して本作に参加した者もいた。
一方、改編期などの特別番組やプロ野球中継（ヤクルト戦）・バレーボールワールドカップ中継による放送休止がたびたびあったほか、劇場版2作目『うる星やつら2 ビューティフル・ドリーマー』（1984年公開）の制作時期には主要スタッフが映画製作にまわされ、テレビでは総集編形式のエピソードが2週連続で放送されるということもあった。
押井は『ビューティフル・ドリーマー』公開後の1984年3月放送分をもってチーフディレクターを降板し、所属していたスタジオぴえろからも退社した。押井は降板の理由について、「体力的・精神的な限界」と当時のアニメ雑誌で述べている。また、同時期に脚本と文芸制作を担当した伊藤和典や、主題歌と劇伴を作曲してきた小林泉美、さらにランの声を担当した井上瑤が降板した。
第107回以降は、前半部の主要スタッフの一人であるやまざきかずおが押井に代わってチーフディレクターを担当した。アニメーション制作を担当する会社もそれまで同テレビシリーズのグロス請けをしていたディーンへと変更となり、半年間はスタジオぴえろと連名でクレジットされている。このようにシリーズの途中で主要スタッフの入れ替えや制作会社変更が行われた結果、その前後でテレビシリーズは作風が大きく異なっている。また、原作の人気エピソードのほとんどを消化したことなどの様々な要因から、1985年末、公式ファンクラブの会報誌にて1986年3月をもって放送を終了することが発表され、原作の完結よりも前に放送を終了する形となった。最終回については、「アマテラス宴会」のエピソードに絡めて、オールキャラクターが一堂に会し、賑やかに終わる形で描かれた。テレビシリーズが原作の完結を待たずに終了したことは熱烈なファンの顰蹙を買い、プロデューサーの落合茂一の自宅には毎日のように無言電話やチャイムの押し逃げなどのいやがらせが殺到した。落合は後にこれを「わが人生最悪の日々」と語っている。
原作漫画は1987年春に完結。最終章「ボーイミーツガール」は、翌年に『うる星やつら』の劇場版アニメ第5作『うる星やつら 完結篇』としてアニメ化された。

押井守は、本作品について次のように振り返っている。

### 作品の特徴（1981年版）
先述の通り、本作品は原作漫画のコミックス第1巻から第29巻までの内容がテレビアニメ化されているが、エピソードの順番は大きく入れ替えられている。また、当初は15分2話のオムニバス形式であったが、原作に追いついてしまうため、第24回より30分1話の形式へと変更した。その関係で「放送回数」と「話数」が異なる。この変更のもうひとつの理由として、押井が考える演出を盛り込んだ作品が15分の枠の中に納まりきれず中途半端や唐突な展開の印象を与えたため、これを回避するための方策でもあった。

#### オリジナリティの強さ
本作品の大きな特徴のひとつに、オリジナリティの強さがある。原作漫画にはないアレンジを加えているほか、中には第64回・87話「さよならの季節」のように原作のエピソードをベースにしながらも、物語の世界観が揺らぐような展開を見せるエピソードもある。アニメオリジナル回もあり、押井の嗜好により、ギャグのネタとして漫画、アニメ、映画、有名人、歴史に残る名言などをパロディにしたエピソードもある。これらのオリジナルエピソードの中には、当時の局上層部から「やりすぎ」「意味がわからない」と注意されたものもあった。そのひとつが第78回・101話「みじめ！愛とさすらいの母!?」であるが、押井によると、このエピソードはフジテレビに一旦納品拒否されたが、放送に間に合わないことから最終的に納品し、押井は局長室に呼びだされて厳重注意を受けたという。

#### 作画
本作品は2022年版テレビアニメ（詳細は後述）のようにキャラクターの絵柄の統一を図る総作画監督がおらず、各エピソードごとに担当するアニメーターの個性が映像に強く表れることも特徴のひとつである。特にラムをはじめとするキャラクターのデザインは各エピソードを担当するアニメーターによって異なり、その顔立ちは多彩であった。当時のファンは、どのアニメーターのデザインが良いかという点で様々な意見を出していた。

#### 音楽
音楽を担当した安西史孝により、アナログシンセサイザーやフェアライトCMIによるテクノ風味のサウンドが本作のドタバタシーンなどで主に使用されることとなった。ちなみに安西は当時原作の大ファンであった。
主題歌「ラムのラブソング」、「宇宙は大ヘンだ！」の伴奏を務めたのは当時の高中正義のバックバンドで、劇中のBGMにも高中の曲が時折使われていた。
主題歌、劇中BGMの一部は2019年9月25日より各種音楽配信サービスで配信が開始された。

### 評価（1981年版）
本作品は、第1回（1983年度）日本アニメ大賞にてアトム賞を受賞した。
関連商品化においても成功し、売上は100億円とされた。レコード化作品も多数あり、LPは7作がオリコンLPチャートで10位以内にランクインしている。2019年にNHK BSプレミアムで放送された『発表!全るーみっくアニメ大投票 高橋留美子だっちゃ』では、作品部門第4位にランクインした。

小説家・映画評論家の友成純一は、『うる星やつら』の醍醐味を「キャラクターが増殖してゆく妙味」にあるとしたうえで、次のように評している。
また友成は、第113回・136話「大恐怖！おユキついに怒る!!」と第165回・188話「お見舞パニック!?悪気はないっちゃよ」の2エピソードについて、「ランちゃんの人格と、彼女を取り巻く人間関係を描破しきった絶品、いや神品とすら呼びうる傑作だった。」と評している。
ライターのタニグチリウイチは自身のコラムで本作品について、（後述の2022年版テレビアニメに比べて）「“アニメ的”だった」「全体にコメディタッチで時にドラマティックなところもあってと、1本の映像作品として見せようとする演出がなされていた。」と評している。また、アニメーターによってキャラクターの描き方が異なる点については、ラムのキャラクターデザインの違いを例に挙げた上で、「ラムという美少女キャラの象徴を題材に、腕を見せ合って来たからこそ、アニメーターの特徴が世に知られ、それぞれについたファンが後の作品へと付いていって日本のアニメの多様性を支えたのだから、そうした“競演”も悪いものではなかったかもしれない。」としている。
音楽プロデューサーの木村英俊は、1981年に登場し話題となった作品として本作品を挙げ、「原作者・高橋留美子の描くキャラクターも秀逸だが、絵のうまさといい、ドラマの展開は抜群だった。」と評している。
水曜日のゴールデンタイムに放送された本作品は、視聴率こそ20%前後と好調で、最高視聴率は24.7%、平均視聴率は17.8%をそれぞれ記録したが（関東地区・ビデオリサーチ社の調査による）、常に半裸の少女が登場している、登場人物の下品な台詞を子供がマネをする、などの理由からフジテレビの不評な番組上位の常連で、番組企画者は常に会議室で謝らされていたという。ただし、押井守によれば、半年後に苦情は無くなったとしている。本作品で諸星あたるを演じた古川登志夫は2024年のインタビューで、「『うる星やつら』は保護者から『俗悪番組』とのご指摘も受けました。確かに今、見直すと、よく放送できたと思う回もあります。」と話している。

一方で、ライターの近藤正高は文春オンラインに投稿した自身の記事の中で、本作品は作り手が好きにやることで成功を収め、それが当時のフジテレビの雰囲気に合っていたとしたうえで、次のように評している。

#### 原作者・高橋留美子の評価
原作者の高橋留美子は本作品に対して好意的な姿勢を見せており、「才能溢れる若きクリエーターたちの情熱やエネルギーが結集して原作にはない魅力をもたらしてくれた、とても素晴らしい作品だったと思っている。」と明かしている。
しかし高橋は平井和正との対談において、押井守がチーフディレクターを務めていた頃のテレビアニメについて一つだけ「やってはならない事をしていた」と言及しており、平井の質問に対し、作品内で登場した主要キャラの悪質な悪戯行為やキャラクターの顔を踏ませる踏絵のシーンについて、高橋は極めて否定的な見解を示した。

### エピソード（1981年版）
- 第1回・1話「うわさのラムちゃんだっちゃ！」でラムの胸が露わになるシーンがある。これは当初、フジテレビ側からカットするよう要請があったが、チーフディレクターの押井守は「大丈夫ですよ」と拒否、時間を短くしろという声も拒否した。このシーンはそのまま放送され、PTAなどからのクレームを受ける羽目になる。後に、フジテレビプロデューサーの岡正は「押井君、あなたは僕の言うことをほとんど聞かなかった唯一のディレクターだけど、今となっては総てが懐かしく思える」と回顧している。一方で押井は2002年に東宝から発売された『うる星やつら2 ビューティフル・ドリーマー』のDVDの音声特典のコメンタリーの中で、問題の場面について「放送後に騒ぎになったが、事前には一切何の警告もされていなかった」と語っている。
- 原作では早々に姿を消し、名前すらろくに呼ばれることもなかった脇役の”メガネ”だが、アニメでは強烈な個性を持たせ、視聴者に強烈な印象を与えた。押井によると、当初メガネはただの脇役程度にしか考えてなかったというが、声を当てた千葉繁の個性の強い演技とアドリブによって、難解な長ゼリフを饒舌にしゃべり倒すキャラクターが出来上がったという。また、千葉が「メガネは押井さんの代弁者」と言うように押井の影響も大きい。
- メガネのやたらハイテンションな場面を演じる千葉について、ラム役の平野文によると、いつも酸欠でクラクラしており、壁にもたれかかっていることが多かったという。また、千葉のアドリブの多用に共演者たちは笑いをこらえるのが大変だったという逸話もある。
- 1982年4月2日放送のスペシャル番組内で放送されたエピソード「修学旅行！くの一よ走れ」において、かえでが諸星あたるに電話番号を伝える場面があるが、この時かえでが伝えた電話番号が実在する番号であったことからいたずら電話が殺到したという。その後、プロデューサーの落合茂一が謝罪に行かされる羽目になった。なお、このシーンは再放送では修正されている。
- 「ラムのラブソング」「宇宙は大ヘンだ！」に代わる新たな主題歌「Dancing Star」と「夢はLove me more」は第77回「ダーリンが死んじゃう!?」の放送から使用される予定だったが、用意していたセルが盗難にあい、変更が1週間延期された。[25]
- アニメオリジナルエピソードの第100回「大金庫！決死のサバイバル!!」ではラムは登場せず、あたると面堂の2人だけが登場する話だった[注 6]。あたる役の古川登志夫は後に、面堂役の神谷明と二人きりの収録だったこのエピソードが特に印象に残っていると語っている。これは当時、劇場版第2作『ビューティフル・ドリーマー』のクランクアップが近付いており、声優やスタッフの多くがそちらに割かれていたためとされている。その放送回の演出を担当した安濃高志は公開対談において、「あれは、予算の関係で2人だけしか出てない（笑）」と語っている。一方、声優の待遇改善を目指したストライキが予定されており、それに対応するためだったともいわれている。
- 劇場版アニメ『うる星やつら オンリー・ユー』と『うる星やつら2 ビューティフル・ドリーマー』の間に1本劇場版を作る予定があり、伊藤和典が脚本の本稿まで上げ、脚本には原作者も好意的であったが、3か月程度の無茶なスケジュールから押井の「やっぱりやめよう」の一言で企画は頓挫した。このことは製作会社の逆鱗に触れ、「日本映画界から追放してやる」と脅されたという。押井のチーフディレクター降板後にテレビアニメの作品として製作したものが、第118回「堂々完成！これがラムちゃんの青春映画」らしい。
- 当時から漫画とアニメの融合したグラフィック誌を中心に各地でファンの集いなどが作られ、キティ･フィルムが運営する公式ファンクラブ『うる星やつら ファン・クラブ』も結成された。テレビアニメの放送終了後も根強い人気は衰えず、結果劇場版アニメやOVAが何本も作られるに至った。
- テレビアニメの放送終了後、チーフディレクターだった押井と、アニメと漫画の二足草鞋状態だった安彦良和が、雑誌で対談する機会があった。対談を始めて直ぐ、本作のエピソード内で登場するアニメスタジオの描写に安彦が噛み付き、「あそこの出ているアニメーターみたいなのは、どこにもいない」「あんたがあの漫画（うる星やつら）でやってるアニメスタジオは、現実の世界の極北にある」「一番ない物をやってる。何でそういう事をやるのか？」と押井を問い詰める事態になった。押井は後に、安彦本人のみならず、彼ら世代特有の、アニメーションに対する諦念や挫折、コンプレックスのようなものがあったのではないかと推察している[26]。

### キャスト（1981年版）
1981年版テレビアニメでは、OVA「うる星やつら ザ・障害物水泳大会」を除いてラム役の平野文がトップクレジットとなっている。
- 諸星あたる - 古川登志夫[1]
- ラム - 平野文[1]
- 面堂終太郎 - 神谷明[1]
- 三宅しのぶ - 島津冴子[1]
- サクラ - 鷲尾真知子[1]
- 錯乱坊（チェリー） - 永井一郎[1]
- 藤波竜之介 - 田中真弓[1]
- テン - 杉山佳寿子[1]
- ラン - 井上瑤[27]→小宮和枝[注 7][1]
- おユキ - 小原乃梨子[1]
- 弁天 - 三田ゆう子[1]
- レイ - 玄田哲章[1]
- クラマ姫 - 吉田理保子[1]
- メガネ - 千葉繁[27]
- パーマ - 村山明[27]
- カクガリ - 野村信次[27]
- チビ - 西村智博→二又一成[27]
- ♨先生[注 8] - 池水通洋[1]
- 校長先生 - 西村知道[27]
- コタツネコ - 西村智博[1]
- あたるの父 - 緒方賢一[27]
- あたるの母 - 佐久間なつみ[27]
- ラムの父 - 沢りつお
- ラムの母 - 山田礼子
- 竜之介の父 - 安西正弘[27][注 9]
- 面堂了子 - 小山茉美[1]
- 尾津乃つばめ - 井上和彦[27]
- 水乃小路飛麿 - 井上和彦[27]→島田敏[27]
- 水乃小路飛鳥 - 島本須美[27]
- 飛麿・飛鳥の父 - 二又一成
- 飛麿・飛鳥の母 - 梨羽由記子
- しゅがあ - TARAKO
- じんじゃあ - 坂本千夏
- ぺっぱあ - 鵜飼るみ子
- 望 - 大城まつみ
- 真吾 - 古谷徹
- 半魚人 - 安宅誠
- その他 - 荘真由美 ほか

### スタッフ（1981年版）
- 原作 - 高橋留美子[27]
- 製作[注 10] - 多賀英典
- 企画 - 落合茂一[27]
- プロデューサー - 布川ゆうじ、井上堯男、稲毛正隆、長谷川優
- チーフディレクター[27] - 押井守（第1回 - 第106回）→やまざきかずお（第107回 - 第195回）
- アシスタントディレクター - 西村純二（第107回 - 第149回）→鈴木行（第150回 - 第150回）
- 音楽 - 風戸慎介[1]、安西史孝[1]、西村コージ、星勝、ミッキー吉野
- キャラクターデザイン - 高田明美[27]
- シリーズ構成[27] - 山本優、荘久一、伊藤和典、柳川茂
- タイトルデザイン - 杉澤英樹、安食光弘、沢内順美
- 美術監督 - 中村光毅、今村立夫→新井寅雄
- 撮影監督 - 小山信夫→清水洋一
- 音響監督 - 斯波重治[10][27]
- 色指定 - 遠藤泰生、佐藤久美子、中峰みどり、廣井勝夫、黒川恵、勝沼まどか、石黒ちえこ、阿部ゆかり、内田千代子、青木利栄、内田聡、吉田恵美、野呂聖子、吉村修
- 編集 - 森田編集室
- メカ設定 - 佐藤正浩
- コーディネーター - 加藤裕子、松下洋子
- フジテレビプロデューサー - 岡正
- アニメーション制作[27] - スタジオぴえろ→ディーン
- 制作 - キティ・エンタープライズ→キティ・フィルム[27]、フジテレビ[20]

### 主題歌・挿入歌（1981年版）
初代オープニングテーマ「ラムのラブソング」は初回から約2年間使用された。『アニメージュ』誌主催の『第4回アニメ・グランプリ』音楽部門では、2位の「愛の金字塔」（『六神合体ゴッドマーズ』のエンディングテーマ）を1票差で抑えて1位を獲得しているほか、様々な歌手にカバーされている。
|   | 曲名                   | 歌手                       | 作詞                      | 作曲             | 編曲     | アニメーション                | 使用回            | 備考 |
| - | ---------------------- | -------------------------- | ------------------------- | ---------------- | -------- | ----------------------------- | ----------------- | --- |
| 1 | ラムのラブソング       | 松谷祐子                   | 伊藤アキラ                | 小林泉美         | 小林泉美 | 南家こうじ                    | 第1回 - 第77回    | 当初は一部歌詞テロップが表示されていなかったが、第22回よりすべて表示されるようになった。 PCエンジンCD-ROM2用ゲームソフト『うる星やつら STAY WITH YOU』のタイトル画面BGMにも使用された。 |
| 2 | Dancing Star           | 小林泉美                   | 伊藤アキラ                | 小林泉美         | 小林泉美 | 南家こうじ                    | 第78回 - 第106回  | 原曲は「CRESCENT PIERCE」（小林泉美のアルバム『トロピカーナ』収録）。 |
| 3 | パジャマ・じゃまだ！   | 成清加奈子                 | 康珍化                    | 林哲司           | 椎名和夫 | 南家こうじ                    | 第107回 - 第127回 | イラスト：高田明美 |
| 4 | Chance on Love         | CINDY                      | CINDY、 宮原芽映          | 小田裕一郎       | 星勝     | スタジオあかばんてん 堀口忠彦 | 第128回 - 第149回 | キャラクター：森山ゆうじ 歌詞テロップでは英語詞パートの和訳も表示されている。 |
| 5 | ロック・ザ・プラネット | Steffanie （ステファニー） | Ralph McCarthy、 松井五郎 | タケカワユキヒデ | 椎名和夫 | 西島克彦                      | 第150回 - 第165回 | 歌詞テロップでは一部の英語詞パートのみ和訳が併記されている。 |
| 6 | 殿方ごめん遊ばせ       | 南翔子                     | 阿木燿子                  | 和泉常寛         | 水谷公生 | 南家こうじ                    | 第166回 - 第195回 | 第194回は使用されず。 |

|   | 曲名                           | 歌手                       | 作詞                           | 作曲         | 編曲         | アニメーション                | 使用回                            | 備考 |
| - | ------------------------------ | -------------------------- | ------------------------------ | ------------ | ------------ | ----------------------------- | --------------------------------- | --- |
| 1 | 宇宙は大ヘンだ！               | 松谷祐子                   | 伊藤アキラ                     | 小林泉美     | 小林泉美     | 南家こうじ                    | 第1回 - SP                        | 歌詞テロップは表示されない。 第195回（最終話）をはじめ、本編の挿入歌としても度々使用された。その際、インストゥルメンタル版が使用されたこともある。 ゲームボーイソフト『うる星やつら ミス友引を探せ!』ではタイトルBGMとして使用された。 |
| 2 | 心細いな                       | ヘレン笹野                 | 地恵子・ シュレイダー、 實川翔 | 小林泉美     | 星勝         | 南家こうじ                    | 第22回 - 第43回                   | 第22回、第44回では挿入歌としても使用された。 |
| 3 | 星空サイクリング               | ヴァージンVS               | ヴァージンVS                   | ヴァージンVS | ヴァージンVS | 南家こうじ                    | 第44回 - 第54回、 第65回 - 第77回 | レコード版よりもキーを上げて使用されている。第37回で原曲の「コズミック・サイクラー」が挿入歌として使用され、それが好評だったことから歌詞やアレンジの一部を変更して採用された。 劇場版第1作『うる星やつら オンリー・ユー』では挿入歌として使用された（こちらはレコード版のまま使用された）ほか、ゲームボーイソフト『うる星やつら ミス友引を探せ!』のBGMとしても使用された。 |
| 4 | I, I, You & 愛                 | 小林泉美                   | 安藤芳彦                       | 小林泉美     | 小林泉美     | 南家こうじ                    | 第55回 - 第64回                   | レコード版よりもキーを上げて使用されている。劇場版第1作『うる星やつら オンリー・ユー』の主題歌であり、その封切に合わせてテレビシリーズでもエンディングテーマとして使用された。第58回までは劇場版の宣伝テロップが挿入されていた関係で、映像ソフトには歌詞テロップが表示されない。                                                                                           |
| 5 | 夢はLove me more               | 小林泉美                   | 伊藤アキラ                     | 小林泉美     | 川島裕二     | 南家こうじ                    | 第78回 - 第106回                  | |
| 6 | 恋のメビウス                   | リッツ                     | 實川翔、 久保田さちお          | 早川博二     | ヴァージンVS | 南家こうじ                    | 第107回 - 第127回                 | 歌詞の一部にスペイン語が使用されている。 |
| 7 | Open Invitation                | CINDY                      | Ralph McCarthy、 宮原芽映      | ミッキー吉野 | 星勝         | スタジオあかばんてん 堀口忠彦 | 第128回 - 第149回                 | キャラクター：森山ゆうじ PCエンジンCD-ROM2用ゲームソフト『うる星やつら STAY WITH YOU』のエンディングにも使用された。 |
| 8 | エヴリデイ                     | Steffanie （ステファニー） | Ralph McCarthy                 | ミッキー吉野 | 椎名和夫     | 阿部司                        | 第150回 - 第165回                 | 終始英語詞。 |
| 9 | Good Luck ～永遠より愛をこめて | 南翔子                     | 阿木燿子                       | 和泉常寛     | 水谷公生     | 南家こうじ                    | 第166回 - 第195回                 | 第194回は使用されず。 |

| 曲名                           | 歌手         | 作詞                         | 作曲         | 編曲                  | 使用回                      | 備考                                                                                |
| ------------------------------ | ------------ | ---------------------------- | ------------ | --------------------- | --------------------------- | ----------------------------------------------------------------------------------- |
| モンテクリスト・ファン・クラブ | ヴァージンVS | ヴァージンVS                 | ヴァージンVS | ヴァージンVS          | 第12回                      | 第23話で使用された。                                                                |
| コズミック・サイクラー         | ヴァージンVS | ヴァージンVS                 | ヴァージンVS | ヴァージンVS          | 第37回、 第45回             | エンディングテーマ「星空サイクリング」の原曲。                                      |
| ムーンライト・コースター       | ヴァージンVS | ヴァージンVS                 | ヴァージンVS | ヴァージンVS          | 第39回                      |                                                                                     |
| マルガリータ                   | ヘレン笹野   | 安藤芳彦                     | 小林泉美     | 星勝                  | 第40回、 第65回             |                                                                                     |
| 密林熱鍋（クレイジーダンス）   | ヴァージンVS | ヴァージンVS                 | ヴァージンVS | ヴァージンVS          | 第78回                      |                                                                                     |
| 時代おくれの酒場               | 加藤登紀子   | 加藤登紀子                   | 加藤登紀子   | 告井延隆、 森下登喜彦 | 第112回                     | 劇場版第2作『うる星やつら2 ビューティフル・ドリーマー』でも挿入歌として使用された。 |
| ふしぎ・きれい                 | 平野文       | 小橋徳久、 平野文            | 松谷祐子     | 板倉文明              | 第125回、 第134回、 第168回 | 歌詞はファンクラブテレビ挿入歌募集作品。 インストゥルメンタルバージョンもある。     |
| トライアングル ラブレター      | 松下丸子     | 所俊克、 松下丸子・ 井上香織 | 松田良       | 風戸慎介              | 第177回                     | OVA「了子の9月のお茶会」でも挿入歌として使用された。                                |
| ハーフムーンはときめき色       | 南翔子       | 阿木燿子                     | 和泉常寛     | 水谷公生              | 第182回                     |                                                                                     |

上記以外にも高中正義の『MAMBO NO.5 (DISCO DANGO)』など、様々な楽曲が本編中に使用されたほか、一部の主題歌も挿入歌として使用された。

### 各話リスト（1981年版）
本作品では「放送回数」と「話数」の2パターンの数え方があり、先述のように放送開始当初は1回の放送が2話構成となっているため、数え方によって合計が異なる。以下の各話リストでは「放送回数」と「話数」の2パターンの数え方を使用する。
「放送回」欄には放送回数でカウントしたものを記載している。Amazon Prime Videoなどの有料配信サイトをはじめ、一般的にはこの数え方が用いられる。「話数」欄にはエピソード数でカウントしたものを記載している。絵コンテやDVDなどの映像ソフトではこの数え方が用いられる。
| 初放送日                                        | 放送回 | 話数 | サブタイトル                                 | 脚本                                                   | 絵コンテ                                                                   | 演出                                                          | 作画監督                                                        |
| ----------------------------------------------- | ------ | ---- | -------------------------------------------- | ------------------------------------------------------ | -------------------------------------------------------------------------- | ------------------------------------------------------------- | --------------------------------------------------------------- |
| 1981年 10月14日                                 | 1      | 1    | うわさのラムちゃんだっちゃ！                 | 星山博之                                               | 押井守                                                                     | 押井守                                                        | 遠藤麻未                                                        |
| 1981年 10月14日                                 | 1      | 2    | 町に石油の雨がふる                           | 星山博之                                               | 押井守                                                                     | 押井守                                                        | 遠藤麻未                                                        |
| 10月21日                                        | 2      | 3    | 宇宙ゆうびんテンちゃん到着！                 | 金子修介                                               | 青木悠三                                                                   | 原田益次                                                      | 谷田部雄次                                                      |
| 10月21日                                        | 2      | 4    | つばめさんとペンギンさん                     | 金子修介                                               | 小島多美子                                                                 | 小島多美子                                                    | 遠藤麻未                                                        |
| 10月28日                                        | 3      | 5    | 変身美男レイが来た！                         | 泉一郎                                                 | 早川啓二                                                                   | 早川啓二                                                      | 野部駿夫                                                        |
| 10月28日                                        | 3      | 6    | くたばれイロ男！                             | 泉一郎                                                 | 押井守                                                                     | 押井守                                                        | 遠藤麻未                                                        |
| 11月4日                                         | 4      | 7    | 秋の空から金太郎！                           | 山本優                                                 | 小島多美子                                                                 | 小島多美子                                                    | 野部駿夫                                                        |
| 11月4日                                         | 4      | 8    | たくましく生きるんやっ！                     | 山本優                                                 | 原田益次                                                                   | 原田益次                                                      | 谷田部雄次                                                      |
| 11月18日                                        | 5      | 9    | 謎のお色気美女サクラ                         | 山本優                                                 | 押井守                                                                     | 押井守                                                        | 野部駿夫                                                        |
| 11月18日                                        | 5      | 10   | 悩めるウイルス                               | 山本優                                                 | 高橋資祐                                                                   | 高橋資祐                                                      | 遠藤麻未                                                        |
| 11月25日                                        | 6      | 11   | 恋の三角ブラックホール                       | 小山高男                                               | 原田益次                                                                   | 原田益次                                                      | 谷田部雄次                                                      |
| 11月25日                                        | 6      | 12   | ホレホレ 小悪魔だっきゃ！                    | 星山博之                                               | 早川啓二                                                                   | 早川啓二                                                      | 野部駿夫                                                        |
| 12月2日                                         | 7      | 13   | 電撃ショックがこわい！                       | 中原朗                                                 | 小島多美子                                                                 | 小島多美子                                                    | 遠藤麻未                                                        |
| 12月2日                                         | 7      | 14   | 念力ウラミのあやつり人形                     | 小山高男                                               | 小島多美子                                                                 | 小島多美子                                                    | 野部駿夫                                                        |
| 12月9日                                         | 8      | 15   | おし入れの向うは海王星                       | 雨宮雄児                                               | 押井守                                                                     | 押井守                                                        | 野部駿夫                                                        |
| 12月9日                                         | 8      | 16   | ハチャメチャ恐竜時代                         | 山本優                                                 | 早川啓二                                                                   | 早川啓二                                                      | 遠藤麻未                                                        |
| 12月16日                                        | 9      | 17   | 眠れる美女クラマ姫                           | 中原朗                                                 | 早川啓二                                                                   | 早川啓二                                                      | 遠藤麻未                                                        |
| 12月16日                                        | 9      | 18   | アスレチック女地獄！                         | 中原朗                                                 | 小華和ためお                                                               | 小華和ためお                                                  | 谷田部雄次                                                      |
| 12月23日                                        | 10     | 19   | ときめきの聖夜                               | 山本優                                                 | 押井守                                                                     | 押井守                                                        | 遠藤麻未                                                        |
| 12月23日                                        | 10     | 20   | ときめきの聖夜                               | 山本優                                                 | 押井守                                                                     | 押井守                                                        | 遠藤麻未                                                        |
| 1982年 1月6日                                   | 11     | 21   | あたる源氏平安京にゆく                       | 金子修介                                               | 小島多美子                                                                 | 小島多美子                                                    | 野部駿夫                                                        |
| 1982年 1月6日                                   | 11     | 22   | あたる源氏平安京にゆく                       | 金子修介                                               | 小島多美子                                                                 | 小島多美子                                                    | 野部駿夫                                                        |
| 1月13日                                         | 12     | 23   | 恋のバトルロイヤル                           | 小山高男                                               | 早川啓二                                                                   | 早川啓二                                                      | 遠藤麻未                                                        |
| 1月13日                                         | 12     | 24   | 父よあなたは強かった                         | 小山高男                                               | 高橋資祐                                                                   | 高橋資祐                                                      | 遠藤麻未                                                        |
| 1月20日                                         | 13     | 25   | ハワイアン水着ドロボウ                       | 星山博之                                               | 原田益次                                                                   | 原田益次                                                      | 谷田部雄次                                                      |
| 1月20日                                         | 13     | 26   | 地獄のフルコース                             | 星山博之                                               | 小島多美子                                                                 | 小島多美子                                                    | 野部駿夫                                                        |
| 1月27日                                         | 14     | 27   | 面堂はトラブルとともに！                     | 山本優                                                 | 押井守                                                                     | 押井守                                                        | 遠藤麻未                                                        |
| 1月27日                                         | 14     | 28   | 星座はめぐる                                 | 山本優                                                 | 小華和ためお                                                               | 小華和ためお                                                  | 谷田部雄次                                                      |
| 2月3日                                          | 15     | 29   | せつぶん大戦争                               | 小山高男                                               | 早川啓二                                                                   | 早川啓二                                                      | 野部駿夫                                                        |
| 2月3日                                          | 15     | 30   | 弁天軍団リターンマッチ                       | 小山高男                                               | 早川啓二                                                                   | 早川啓二                                                      | 遠藤麻未                                                        |
| 2月10日                                         | 16     | 31   | あゝ個人教授                                 | 金子修介                                               | 小島多美子                                                                 | 小島多美子                                                    | 遠藤麻未                                                        |
| 2月10日                                         | 16     | 32   | 戦りつの参観日                               | 金子修介                                               | 高橋資祐                                                                   | 高橋資祐                                                      | 遠藤麻未                                                        |
| 2月24日                                         | 17     | 33   | 四次元カメラ                                 | 星山博之                                               | 原田益次                                                                   | 原田益次                                                      | 谷田部雄次                                                      |
| 2月24日                                         | 17     | 34   | 魔のランニング                               | 星山博之                                               | 押井守                                                                     | 押井守                                                        | 野部駿夫                                                        |
| 3月3日                                          | 18     | 35   | ひな祭り！ランちゃん登場                     | 山本優                                                 | 押井守                                                                     | 押井守                                                        | 野部駿夫                                                        |
| 3月3日                                          | 18     | 36   | ランちゃんの御招待                           | 山本優                                                 | 早川啓二                                                                   | 早川啓二                                                      | 遠藤麻未                                                        |
| 3月10日                                         | 19     | 37   | 涙のあした日記                               | 中原朗                                                 | 小島多美子                                                                 | 小島多美子                                                    | 野部駿夫                                                        |
| 3月10日                                         | 19     | 38   | この子はだあれ？                             | 中原朗                                                 | 早川啓二                                                                   | 早川啓二                                                      | 遠藤麻未                                                        |
| 3月17日                                         | 20     | 39   | 春うらら居眠り教室                           | 泉一郎                                                 | 押井守                                                                     | 押井守                                                        | 遠藤麻未                                                        |
| 3月17日                                         | 20     | 40   | 桃の花歌合戦                                 | 泉一郎                                                 | 早川啓二                                                                   | 早川啓二                                                      | 遠藤麻未                                                        |
| 3月24日                                         | 21     | 41   | 決斗！あたるVSあたる                         | 中原朗                                                 | 小島多美子                                                                 | 小島多美子                                                    | 野部駿夫                                                        |
| 3月24日                                         | 21     | 42   | 目ざめれば悪夢                               | 中原朗                                                 | 小島多美子                                                                 | 小島多美子                                                    | 遠藤麻未                                                        |
| 4月2日                                          | SP     | SP   | うる星やつら オールスター大進撃！            | （総集編）                                             | （総集編）                                                                 | （総集編）                                                    | （総集編）                                                      |
| 4月2日                                          | SP     | SP   | 修学旅行！くの一よ走れ                       | 山本優                                                 | 早川啓二                                                                   | 早川啓二                                                      | 野部駿夫                                                        |
| 4月7日                                          | 22     | 43   | スペースお見合い大作戦                       | 辻真先                                                 | 押井守                                                                     | 押井守                                                        | 遠藤麻未                                                        |
| 4月7日                                          | 22     | 44   | スペースお見合い大作戦                       | 辻真先                                                 | 押井守                                                                     | 押井守                                                        | 遠藤麻未                                                        |
| 4月14日                                         | 23     | 45   | 春らんまんピクニック大騒動！                 | 山本優                                                 | 押井守                                                                     | 原田益次                                                      | 野部駿夫                                                        |
| 4月14日                                         | 23     | 46   | 春らんまんピクニック大騒動！                 | 山本優                                                 | 河合佐知彦                                                                 | 河合佐知彦                                                    | 谷田部雄次                                                      |
| ※ここまで15分1話完結方式。以降30分1話完結方式。 |        |      |                                              |                                                        |                                                                            |                                                               |                                                                 |
| 1982年 4月21日                                  | 24     | 47   | イヤーマッフルに御用心！                     | 辻真先                                                 | 小島多美子                                                                 | 小島多美子                                                    | 遠藤麻未                                                        |
| 4月28日                                         | 25     | 48   | 翔べよイモちゃん！                           | 山本優                                                 | 大賀俊二                                                                   | 早川啓二                                                      | 野部駿夫                                                        |
| 5月5日                                          | 26     | 49   | テンちゃんの恋                               | 荘久一、伊藤和典                                       | 西久保瑞穂                                                                 | 押井守                                                        | 遠藤裕一                                                        |
| 5月12日                                         | 27     | 50   | 翔んだドラキュラ                             | 荘久一、伊藤和典                                       | 野村和史                                                                   | 早川啓二                                                      | 古瀬登                                                          |
| 5月19日                                         | 28     | 51   | ラムちゃんの男のコ教育講座                   | 辻真先                                                 | 高橋資祐                                                                   | 小島多美子                                                    | 遠藤麻未                                                        |
| 5月26日                                         | 29     | 52   | クチナシより愛をこめて                       | 伊藤和典                                               | 早川啓二                                                                   | 早川啓二                                                      | 遠藤麻未                                                        |
| 6月2日                                          | 30     | 53   | 美少女は雨とともに                           | 伊藤和典                                               | 小島多美子                                                                 | 小島多美子                                                    | 遠藤麻未                                                        |
| 6月9日                                          | 31     | 54   | わいのツノを返してくれ！                     | 山本優                                                 | 山崎和男                                                                   | 山崎和男                                                      | 野部駿夫                                                        |
| 6月16日                                         | 32     | 55   | ドッキリ図書館お静かに！                     | 大橋志吉                                               | 早川啓二                                                                   | 早川啓二                                                      | 遠藤麻未                                                        |
| 6月23日                                         | 33     | 56   | 花和先生登場！これが青春だね                 | 伊藤和典                                               | 大賀俊二                                                                   | 押井守                                                        | 野部駿夫                                                        |
| 6月30日                                         | 34     | 57   | 悲しき妖怪 人恋しくて                        | 福井忠                                                 | 小島多美子                                                                 | 小島多美子                                                    | 遠藤麻未                                                        |
| 7月14日                                         | 35     | 58   | ダーリン絶体絶命！                           | 伊藤和典                                               | 山崎和男                                                                   | 山崎和男                                                      | 山崎和男                                                        |
| 7月21日                                         | 36     | 59   | レイ復活！自習大騒動!!                       | 伊藤和典                                               | 押井守                                                                     | 押井守                                                        | 野部駿夫                                                        |
| 7月28日                                         | 37     | 60   | 怪人赤マントあらわる！                       | 伊藤和典                                               | 早川啓二                                                                   | 早川啓二                                                      | 遠藤麻未                                                        |
| 8月4日                                          | 38     | 61   | ダーリンを奪え！コピー作戦!!                 | 福井忠                                                 | 高橋資祐                                                                   | 小島多美子                                                    | 遠藤麻未                                                        |
| 8月11日                                         | 39     | 62   | どきどきサマーデート                         | 星山博之                                               | 神崎貢                                                                     | 押井守                                                        | 野部駿夫                                                        |
| 8月18日                                         | 40     | 63   | さよならバイバイ夏の日々                     | 大橋志吉                                               | 神崎貢                                                                     | 早川啓二                                                      | 野部駿夫                                                        |
| 9月1日                                          | 41     | 64   | パニックイン台風！                           | 伊藤和典                                               | 早川啓二                                                                   | 早川啓二                                                      | 遠藤麻未                                                        |
| 9月8日                                          | 42     | 65   | 酔っぱらいブギ                               | 金春智子                                               | 小島多美子                                                                 | 小島多美子                                                    | 遠藤麻未                                                        |
| 9月22日                                         | 43     | 66   | ニャオンの恐怖                               | 押井守                                                 | 押井守                                                                     | 押井守                                                        | 野部駿夫                                                        |
| 10月13日                                        | 44     | 67   | 君去りし後                                   | 伊藤和典                                               | やまざきかずお                                                             | 西村純二                                                      | やまざきかずお                                                  |
| 10月20日                                        | 45     | 68   | ラムちゃんのクラス会                         | 伊藤和典                                               | 高橋資祐                                                                   | 小島多美子                                                    | 遠藤麻未                                                        |
| 10月27日                                        | 46     | 69   | 買い食いするものよっといで！                 | 伊藤和典                                               | 早川啓二                                                                   | 早川啓二                                                      | 野部駿夫                                                        |
| 11月3日                                         | 47     | 70   | 戦りつ！化石のへき地の謎                     | 伊藤和典                                               | 神崎貢                                                                     | 安濃高志                                                      | 遠藤麻未                                                        |
| 11月10日                                        | 48     | 71   | クラマ姫新たなる挑戦！                       | 伊藤和典                                               | 小島多美子                                                                 | 小島多美子                                                    | 遠藤麻未                                                        |
| 11月17日                                        | 49     | 72   | 恐怖のムシ歯WARS!                            | 押井守                                                 | 早川啓二                                                                   | 早川啓二                                                      | 野部駿夫                                                        |
| 11月24日                                        | 50     | 73   | ザ・面堂兄妹！                               | 伊藤和典                                               | 鳥南乃                                                                     | 早川啓二                                                      | 遠藤麻未                                                        |
| 12月1日                                         | 51     | 74   | 階段に猫がおんねん                           | 伊藤和典                                               | やまざきかずお                                                             | 西村純二                                                      | やまざきかずお                                                  |
| 12月8日                                         | 52     | 75   | タヌキは恩返しできるか!?                     | 星山博之                                               | 高橋資祐                                                                   | 押井守                                                        | 遠藤麻未                                                        |
| 12月15日                                        | 53     | 76   | 決死の亜空間アルバイト                       | 伊藤和典                                               | 早川啓二                                                                   | 早川啓二                                                      | 野部駿夫                                                        |
| 12月22日                                        | 54     | 77   | ラムちゃん主催大忘年会！                     | 伊藤和典                                               | 早川啓二                                                                   | 早川啓二                                                      | 遠藤麻未                                                        |
| 1983年 1月5日                                   | 55     | 78   | ダメッコ武蔵風雲録                           | 伊藤和典                                               | 鳥南乃                                                                     | 西村純二                                                      | 野部駿夫                                                        |
| 1月12日                                         | 56     | 79   | 命かけます授業中！                           | 伊藤和典                                               | 神崎貢                                                                     | 早川啓二                                                      | 遠藤麻未                                                        |
| 1月26日                                         | 57     | 80   | 夫婦げんか食うか食われるか!?                 | 伊藤和典                                               | やまざきかずお                                                             | 西村純二                                                      | やまざきかずお                                                  |
| 2月2日                                          | 58     | 81   | ミス雪の女王キッスを奪え！                   | 伊藤和典                                               | 早川啓二                                                                   | 早川啓二                                                      | 遠藤裕一                                                        |
| 2月16日                                         | 59     | 82   | 恐怖の聖バレンタインデー                     | 伊藤和典                                               | 高橋資祐                                                                   | 西村純二                                                      | 遠藤麻未                                                        |
| 2月23日                                         | 60     | 83   | ラブラブキャッチボール！                     | 伊藤和典                                               | 早川啓二                                                                   | 早川啓二                                                      | 森山ゆうじ                                                      |
| 3月2日                                          | 61     | 84   | 面堂家仮面ぶとう会                           | 伊藤和典                                               | 押井守                                                                     | 押井守                                                        | 遠藤麻未                                                        |
| 3月9日                                          | 62     | 85   | 宇宙かぜパニック！                           | 伊藤和典                                               | 小島多美子                                                                 | 関田修                                                        | 古瀬登                                                          |
| 3月16日                                         | 63     | 86   | 竜之介登場！海が好きっ!!                     | 伊藤和典                                               | 高橋資祐                                                                   | 押井守                                                        | 遠藤麻未                                                        |
| 3月23日                                         | 64     | 87   | さよならの季節                               | 押井守                                                 | 押井守                                                                     | 押井守                                                        | 森山ゆうじ                                                      |
| 4月13日                                         | 65     | 88   | ランちゃんのデート大作戦！                   | 早川啓二                                               | やまざきかずお                                                             | 西村純二                                                      | やまざきかずお                                                  |
| 4月20日                                         | 66     | 89   | はっぴいバースデーマイダーリン               | 伊藤和典                                               | 小島多美子                                                                 | 鹿島典夫                                                      | 遠藤麻未                                                        |
| 4月27日                                         | 67     | 90   | 地獄のキャンプに桃源郷を見た！               | 伊藤和典                                               | 神崎貢                                                                     | 西村純二                                                      | 高田明美                                                        |
| 5月11日                                         | 68     | 91   | 花ムコの名は竜之介                           | 伊藤和典                                               | 安濃高志                                                                   | 押井守                                                        | 平野俊弘                                                        |
| 5月18日                                         | 69     | 92   | ビンづめレター海辺の怪！                     | 伊藤和典                                               | 西村純二                                                                   | 西村純二                                                      | やまざきかずお                                                  |
| 6月1日                                          | 70     | 93   | 激烈登場！水乃小路トンちゃん!!               | 星山博之                                               | 高橋資祐                                                                   | 関田修                                                        | 遠藤麻未                                                        |
| 6月8日                                          | 71     | 94   | しのぶのシンデレラストーリー                 | 伊藤和典                                               | 押井守                                                                     | 西村純二                                                      | 遠藤麻未                                                        |
| 6月15日                                         | 72     | 95   | ラムちゃんの理由なき反抗                     | 伊藤和典                                               | 小島多美子                                                                 | 関田修                                                        | 遠藤麻未                                                        |
| 6月22日                                         | 73     | 96   | 大勝負！サクラVS錯乱坊!!                     | 伊藤和典                                               | 西村純二                                                                   | 西村純二                                                      | 林隆文                                                          |
| 6月29日                                         | 74     | 97   | 怪談！柳のオジジ!!                           | 星山博之                                               | 吉永尚之                                                                   | 吉永尚之                                                      | 遠藤麻未                                                        |
| 7月6日                                          | 75     | 98   | そして誰もいなくなったっちゃ!?               | 伊藤和典                                               | やまざきかずお                                                             | 西村純二                                                      | やまざきかずお                                                  |
| 7月13日                                         | 76     | 99   | 火消しママ参上！                             | 星山博之                                               | 押井守                                                                     | 押井守                                                        | 森山ゆうじ                                                      |
| 7月20日                                         | 77     | 100  | ダーリンが死んじゃう!?                       | 伊藤和典                                               | 森脇真琴                                                                   | 押井守                                                        | 遠藤麻未                                                        |
| 7月27日                                         | 78     | 101  | みじめ！愛とさすらいの母!?                   | 押井守                                                 | 西村純二                                                                   | 西村純二                                                      | やまざきかずお                                                  |
| 8月3日                                          | 79     | 102  | 面堂家サマークリスマス                       | 岩崎弘                                                 | 押井守                                                                     | 上村修                                                        | 林隆文                                                          |
| 8月10日                                         | 80     | 103  | パニックイン幽霊民宿                         | 小西川博                                               | 小華和ためお                                                               | 西村純二                                                      | やまざきかずお                                                  |
| 8月17日                                         | 81     | 104  | あぁ まぶたの母                              | 伊藤和典                                               | 押井守                                                                     | 上村修                                                        | 森山ゆうじ                                                      |
| 8月24日                                         | 82     | 105  | 太陽がいっぱい 浮気がいっぱい                | 伊藤和典                                               | 小華和ためお                                                               | 西村純二                                                      | 西島克彦、 遠藤麻未                                             |
| 9月7日                                          | 83     | 106  | 大激突！テンVSあたる                         | 押井守                                                 | 押井守                                                                     | 上村修                                                        | 林隆文                                                          |
| 9月14日                                         | 84     | 107  | 恐怖！トロロが攻めてくる!!                   | 伊藤和典                                               | 高橋資祐                                                                   | 上村修                                                        | 高橋資祐                                                        |
| 9月21日                                         | 85     | 108  | 惑星教師CAO-2の復讐                          | 伊藤和典                                               | 鳥南乃                                                                     | 上村修                                                        | 平野俊弘                                                        |
| 10月12日                                        | 86     | 109  | 逆上！みじめっ子終太郎!!                     | 伊藤和典                                               | 小島多美子                                                                 | 桜井利行                                                      | 森山ゆうじ                                                      |
| 10月26日                                        | 87     | 110  | 壮絶！謎のまつたけなべ!!                     | 伊藤和典                                               | 高橋資祐                                                                   | 上村修                                                        | 林隆文                                                          |
| 11月2日                                         | 88     | 111  | 怒りのラムちゃん！                           | 伊藤和典                                               | 高橋資祐                                                                   | 上村修                                                        | 高橋資祐                                                        |
| 11月9日                                         | 89     | 112  | ラムとあたる・二人だけの夜                   | 伊藤和典                                               | 小島多美子                                                                 | 上村修                                                        | 古瀬登                                                          |
| 11月23日                                        | 90     | 113  | レディー竜之介！                             | 伊藤和典                                               | 押井守                                                                     | 上村修                                                        | 平野俊弘                                                        |
| 11月30日                                        | 91     | 114  | ドキュメント・ミス友引は誰だ!?               | 伊藤和典                                               | 高橋資祐                                                                   | 安濃高志                                                      | 高橋資祐                                                        |
| 12月7日                                         | 92     | 115  | 奇怪！無我の妙薬!!                           | 早川啓二                                               | 早川啓二                                                                   | 上村修                                                        | 大坂竹志                                                        |
| 12月14日                                        | 93     | 116  | 終太郎・不幸の朝                             | 山本優、星山博之、 中原朗、辻真先                      | 小華和ためお、 原田益次、 小島多美子                                       | 押井守、 早川啓二、 関田修、 小島多美子                       | 遠藤麻未、 野部駿夫、 古瀬登                                    |
| 12月21日                                        | 94     | 117  | 旅の雪ダルマ情話                             | 安濃高志                                               | 上村修                                                                     | 上村修                                                        | 林隆文                                                          |
| 1984年 1月11日                                  | 95     | 118  | ラムちゃんの日本昔話                         | 早川啓二                                               | 早川啓二                                                                   | 網野哲郎                                                      | 大坂竹志                                                        |
| 1月18日                                         | 96     | 119  | かがやけ！あこがれのブラ!!                   | 島田満                                                 | 小島多美子                                                                 | 鈴木行                                                        | 古瀬登                                                          |
| 1月25日                                         | 97     | 120  | 決斗！弁天VS三人娘!!                         | 伊藤和典                                               | 上村修                                                                     | 上村修                                                        | 大坂竹志                                                        |
| 2月1日                                          | 98     | 121  | ラムちゃんがいっぱい！                       | しんばやしみのる                                       | 早川啓二                                                                   | 網野哲郎                                                      | 大坂竹志                                                        |
| 2月8日                                          | 99     | 122  | 必殺！立ち食いウォーズ!!                     | 伊藤和典                                               | 鈴木行                                                                     | 鈴木行                                                        | 古瀬登                                                          |
| 2月15日                                         | 100    | 123  | 大金庫！決死のサバイバル!!                   | 安濃高志                                               | 安濃高志                                                                   | 上村修                                                        | 古瀬登                                                          |
| 2月22日                                         | 101    | 124  | 秘（まるひ）作戦・女湯をのぞけ！             | 伊藤和典                                               | 高橋資祐                                                                   | 鈴木行                                                        | 高橋資祐                                                        |
| 2月29日                                         | 102    | 125  | サクラ・哀愁の幼年期                         | 小島多美子                                             | 小島多美子                                                                 | 網野哲郎                                                      | 大坂竹志                                                        |
| 3月7日                                          | 103    | 126  | 燃えよラン 怒りのビデオメール                | 伊藤和典、山本優、 福井忠                              | 上村修、 山崎和男、 高橋資祐                                               | 上村修、 押井守、 早川啓二、 山崎和男、 小島多美子            | 古瀬登、 山崎和男、 遠藤麻未、 野部駿夫                         |
| 3月14日                                         | 104    | 127  | わが青春のサクラさん！                       | 伊藤和典、山本優、 小山高男、星山博之、 福井忠、押井守 | 押井守、 早川啓二、 西久保瑞穂、 小島多美子、 高橋資祐、 神崎貢、 山崎和男 | 押井守、 早川啓二、 小島多美子、 西村純二、 上村修、 安濃高志 | 野部駿夫、 遠藤麻未、 谷田部雄次、 山崎和男、 林隆文、 高橋資祐 |
| 3月21日                                         | 105    | 128  | スクランブル！ラムを奪回せよ!!               | 伊藤和典                                               | 上村修                                                                     | 上村修                                                        | 古瀬登                                                          |
| 3月28日                                         | 106    | 129  | 死闘！あたるVS面堂軍団!!                     | 伊藤和典                                               | もりやまゆうじ                                                             | 押井守、 上村修                                               | もりやまゆうじ                                                  |
| 4月11日                                         | 107    | 130  | 異次元空間 ダーリンはどこだっちゃ!?          | 浅野佑美                                               | やまざきかずお                                                             | やまざきかずお                                                | もりやまゆうじ                                                  |
| 4月25日                                         | 108    | 131  | 激突!!女王陛下と愛のラガーマン               | まるおけいこ                                           | 西村純二                                                                   | 西村純二                                                      | アベ正己                                                        |
| 5月2日                                          | 109    | 132  | ランちゃん・初キッス 涙涙の恋の味            | 菅良幸                                                 | 吉永尚之                                                                   | 吉永尚之                                                      | 四分一節子                                                      |
| 5月9日                                          | 110    | 133  | き・え・な・いルージュマジック               | 島田満                                                 | 鈴木行                                                                     | 鈴木行                                                        | 林隆文                                                          |
| 5月16日                                         | 111    | 134  | 死闘!!面堂家花見デスマッチ                   | 浅野佑美                                               | 高橋資祐                                                                   | 西村純二                                                      | 林隆文                                                          |
| 5月23日                                         | 112    | 135  | 弁天&竜之介 明日に向って走れ！               | まるおけいこ                                           | やまざきかずお                                                             | やまざきかずお                                                | アベ正己                                                        |
| 5月30日                                         | 113    | 136  | 大恐怖！おユキついに怒る!!                   | 菅良幸                                                 | 西村純二                                                                   | 西村純二                                                      | 森山ゆうじ                                                      |
| 6月6日                                          | 114    | 137  | テンちゃんの不思議な恋の物語                 | 井上敏樹                                               | 吉永尚之                                                                   | 吉永尚之                                                      | 遠藤裕一                                                        |
| 6月13日                                         | 115    | 138  | 魔境スペシャル！面堂邸の財宝を探せ!!         | まるおけいこ                                           | 鈴木行                                                                     | 鈴木行                                                        | 林隆文                                                          |
| 6月20日                                         | 116    | 139  | 愛と闘魂！グローブVSパンツの決闘!!           | 菅良幸                                                 | 須田裕美子                                                                 | 須田裕美子                                                    | 加藤鏡子                                                        |
| 6月27日                                         | 117    | 140  | ラムちゃん牛になる!?                         | 井上敏樹                                               | 小島多美子                                                                 | 鈴木行                                                        | 四分一節子                                                      |
| 7月11日                                         | 118    | 141  | 堂々完成！これがラムちゃんの青春映画         | 浅野祐美、菅良幸                                       | 西村純二                                                                   | 西村純二                                                      | 遠藤裕一                                                        |
| 7月18日                                         | 119    | 142  | 妖怪退散！艶姿サクラのおはらい!!             | 土屋斗紀雄                                             | 吉永尚之                                                                   | 吉永尚之                                                      | 森山ゆうじ                                                      |
| 7月25日                                         | 120    | 143  | 原生動物の逆襲！プールサイドは大騒ぎ         | 井上敏樹                                               | 鈴木行                                                                     | 鈴木行                                                        | 林隆文                                                          |
| 8月1日                                          | 121    | 144  | またまた登場！愛の狩人クラマ姫               | 柳川茂                                                 | 浜津守                                                                     | 浜津守                                                        | 土器手司                                                        |
| 8月15日                                         | 122    | 145  | キツネのかた想い 恋すれどせつなく…           | 島田満                                                 | やまざきかずお                                                             | やまざきかずお                                                | 遠藤裕一                                                        |
| 8月22日                                         | 123    | 146  | 竜之介ボー然！わが子恋しや岩石の母!!         | 曽田博久                                               | 西村純二                                                                   | 西村純二                                                      | 林隆文                                                          |
| 8月29日                                         | 124    | 147  | 怪談！カラ〜ンコロ〜ン女子寮!!               | まるおけいこ                                           | 鈴木行                                                                     | 鈴木行                                                        | もりやまゆうじ                                                  |
| 9月12日                                         | 125    | 148  | プール妖怪！許されぬ恋に燃えて!!             | 土屋斗紀雄                                             | 向後知一                                                                   | 向後知一                                                      | 加藤鏡子                                                        |
| 9月19日                                         | 126    | 149  | ランちゃんパニック 友引町に明日はない        | 浅野佑美                                               | 高橋資祐                                                                   | 鈴木行                                                        | 山本直子                                                        |
| 9月26日                                         | 127    | 150  | 愛のすみかはいずこ？栗子と長十郎             | 柳川茂                                                 | 吉永尚之                                                                   | 吉永尚之                                                      | 遠藤裕一                                                        |
| 10月17日                                        | 128    | 151  | 人か鳥か？豪華けんらん 正義の味方！          | 井上敏樹                                               | 西村純二                                                                   | 西村純二                                                      | 林隆文                                                          |
| 10月24日                                        | 129    | 152  | 先輩をやっつけろ！ご存知三人娘の逆襲         | 土屋斗紀雄                                             | 鹿島典夫                                                                   | 鹿島典夫                                                      | 土器手司                                                        |
| 10月31日                                        | 130    | 153  | 燃えよかくし芸！この道一直線                 | 曽田博久                                               | 須田裕美子                                                                 | 須田裕美子                                                    | 加藤鏡子                                                        |
| 11月7日                                         | 131    | 154  | 死んだらあかん！了子の特製ワラ人形!!         | 井上敏樹                                               | やまざきかずお                                                             | 吉永尚之                                                      | 遠藤裕一                                                        |
| 11月14日                                        | 132    | 155  | お見合地獄！ヨロイ娘は美女？怪女？           | 柳川茂                                                 | 鈴木行                                                                     | 鈴木行                                                        | 土器手司                                                        |
| 11月21日                                        | 133    | 156  | ヨロイ娘の恋！乙女心はグラグラゆれて         | 柳川茂                                                 | 森山ゆうじ                                                                 | 鈴木行                                                        | 森山ゆうじ                                                      |
| 11月28日                                        | 134    | 157  | 死ぬほど会いたくて！純情キツネ再び!!         | 島田満                                                 | 吉永尚之                                                                   | 吉永尚之                                                      | 遠藤裕一                                                        |
| 12月5日                                         | 135    | 158  | おしゃべり花なんかどうわいっきらい！         | 浅野佑美                                               | 西村純二                                                                   | 西村純二                                                      | 林隆文                                                          |
| 12月12日                                        | 136    | 159  | テンちゃんの息子誕生!?わいは知らんど         | 土屋斗紀雄                                             | 向後知一                                                                   | 向後知一                                                      | 加藤鏡子                                                        |
| 12月19日                                        | 137    | 160  | ラムの勇気ある決闘！勝利はせこい手で         | 柳川茂                                                 | 鈴木行                                                                     | 鈴木行                                                        | 遠藤裕一                                                        |
| 1985年 1月9日                                   | 138    | 161  | 就職大願望！帰ってきた抜け忍かえで!!         | 柳川茂                                                 | 西村純二                                                                   | 西村純二                                                      | 林隆文                                                          |
| 1月16日                                         | 139    | 162  | 友引高校サバイバル！生き残るのは誰だ!!       | 井上敏樹                                               | 吉永尚之                                                                   | 吉永尚之                                                      | 遠藤裕一                                                        |
| 1月23日                                         | 140    | 163  | 謎の巨大ケーキ！恋の逃避行パニック!!         | 柳川茂                                                 | 須田裕美子                                                                 | 須田裕美子                                                    | 加藤鏡子                                                        |
| 1月30日                                         | 141    | 164  | 魔境転生！ダーリンは なに を考えてるっちゃ!? | 井上敏樹                                               | 西村純二                                                                   | 西村純二                                                      | 林隆文                                                          |
| 2月6日                                          | 142    | 165  | お芝居パニック！面堂家花見のうたげ!!         | 土屋斗紀雄                                             | 鈴木行                                                                     | 鈴木行                                                        | 遠藤裕一                                                        |
| 2月13日                                         | 143    | 166  | 春遠からじ！さびしがり屋の妖精物語!!         | 島田満                                                 | 吉永尚之                                                                   | 吉永尚之                                                      | 伊達真紅郎                                                      |
| 2月20日                                         | 144    | 167  | 夢の中へ！ダーリン争奪 バトルロイヤル        | 柳川茂                                                 | 向後知一                                                                   | 向後知一                                                      | 加藤鏡子                                                        |
| 2月27日                                         | 145    | 168  | またもや三人娘！ダーリン誘惑大作戦!!         | 土屋斗紀雄                                             | 西村純二                                                                   | 西村純二                                                      | 遠藤裕一                                                        |
| 3月6日                                          | 146    | 169  | 駆けめぐるコタツ猫！何が何でも暖まる         | 井上敏樹                                               | 鈴木行                                                                     | 鈴木行                                                        | 林隆文                                                          |
| 3月13日                                         | 147    | 170  | 竜之介の父・純情す！妻は面影の中に!!         | 柳川茂                                                 | 吉永尚之                                                                   | 吉永尚之                                                      | アベ正己                                                        |
| 3月20日                                         | 148    | 171  | 春らんまん!?おユキのカゼで氷づけ!!           | 柳川茂                                                 | 西村純二                                                                   | 西村純二                                                      | 大森英敏                                                        |
| 3月27日                                         | 149    | 172  | 友情パニック！わいはフグが好きやねん         | 柳川茂                                                 | 望月智充                                                                   | 望月智充                                                      | 加藤鏡子                                                        |
| 4月3日                                          | 150    | 173  | 帰ってきたヨロイ娘！お兄様がいっぱい         | 曽田博久                                               | 鈴木行                                                                     | 鈴木行                                                        | 森山ゆうじ                                                      |
| 4月10日                                         | 151    | 174  | 退屈シンドローム！友引町はいずこへ!?         | 井上敏樹、山崎和男                                     | やまざきかずお                                                             | 鈴木行                                                        | 土器手司                                                        |
| 4月17日                                         | 152    | 175  | あやうしラン！コタツ猫の初恋オデン!?         | 土屋斗紀雄                                             | 吉永尚之                                                                   | 吉永尚之                                                      | アベ正己                                                        |
| 4月24日                                         | 153    | 176  | またまたヨロイ娘登場！嵐をよぶデート         | 島田満                                                 | 森山ゆうじ                                                                 | 森山ゆうじ                                                    | 森山ゆうじ                                                      |
| 5月1日                                          | 154    | 177  | 謎の坊さん登場！鐘つきバトルロイヤル         | 井上敏樹                                               | 望月智充                                                                   | 望月智充                                                      | 加藤鏡子                                                        |
| 5月8日                                          | 155    | 178  | 初恋ふたたび!?昔に戻るかラムとレイ!!         | 井上敏樹                                               | 鈴木行                                                                     | 鈴木行                                                        | 大森英敏                                                        |
| 5月15日                                         | 156    | 179  | 青春おじさん登場！輝け夢の大喫茶店!!         | 柳川茂                                                 | 須田裕美子                                                                 | 須田裕美子                                                    | アベ正己                                                        |
| 5月22日                                         | 157    | 180  | ダーリンのやさしさが好きだっちゃ…            | 土屋斗紀雄                                             | 吉永尚之                                                                   | 吉永尚之                                                      | 土器手司                                                        |
| 5月29日                                         | 158    | 181  | またまた純情キツネ！しのぶさんが好き         | やまざきかずお                                         | やまざきかずお                                                             | やまざきかずお                                                | 大森英敏、 沢田正人                                             |
| 6月5日                                          | 159    | 182  | 海が好き〜っ！悲願の浜茶屋繁盛記!?           | 島田満                                                 | 鈴木行                                                                     | 鈴木行                                                        | 河南正昭                                                        |
| 6月12日                                         | 160    | 183  | 竜之介VS弁天！むなしきお色気大決闘           | 曽田博久                                               | やまざきかずお                                                             | 関田修                                                        | 西島克彦                                                        |
| 6月19日                                         | 161    | 184  | 魔法の小ビン！うちはどうなるっちゃ!?         | 柳川茂                                                 | 鈴木行                                                                     | 鈴木行                                                        | アベ正己                                                        |
| 6月26日                                         | 162    | 185  | 大魔神現わる！ラムの危険なお買物!?           | 土屋斗紀雄                                             | 久島青澄                                                                   | 吉永尚之                                                      | 河南正昭                                                        |
| 7月3日                                          | 163    | 186  | 大変！ダーリンに言葉が通じないっちゃ         | 井上敏樹                                               | やまざきかずお                                                             | やまざきかずお                                                | 土器手司                                                        |
| 7月10日                                         | 164    | 187  | 悪夢の夏！テンちゃんのうな重大作戦!!         | 柳川茂                                                 | 保原剛仁                                                                   | 冨永恒雄                                                      | 四分一節子                                                      |
| 7月17日                                         | 165    | 188  | お見舞パニック!?悪気はないっちゃよ           | 土屋斗紀雄                                             | 吉永尚之                                                                   | 吉永尚之                                                      | 沢田正人                                                        |
| 7月24日                                         | 166    | 189  | 怖い!!終太郎の頭にタコがいるっちゃ!?         | 井上敏樹                                               | 森田風太                                                                   | 関田修                                                        | アベ正己                                                        |
| 7月31日                                         | 167    | 190  | 宇宙からの侵略者！あやうしラムの唇!!         | 島田満                                                 | 鈴木行                                                                     | 鈴木行                                                        | 河南正昭                                                        |
| 8月7日                                          | 168    | 191  | スペースサバイバル！食うのは奴らだ           | 土屋斗紀雄                                             | やまざきかずお                                                             | 関田修                                                        | 土器手司                                                        |
| 8月14日                                         | 169    | 192  | 刺激的だっちゃ！恐怖の頭上クーラー!!         | 井上敏樹                                               | 吉永尚之                                                                   | 吉永尚之                                                      | アベ正己                                                        |
| 8月21日                                         | 170    | 193  | 愛の襲撃！ロマンチックがとまらない!!         | 柳川茂                                                 | やまざきかずお                                                             | 関田修                                                        | 林隆文                                                          |
| 8月28日                                         | 171    | 194  | ひさびさ登場！火消しの母に悩みあり!!         | 柳川茂                                                 | 栗山美秀                                                                   | 栗山美秀                                                      | 河南正昭                                                        |
| 9月4日                                          | 172    | 195  | 幸福押し売り！ピントはずれの青い鳥!!         | 柳川茂                                                 | 鈴木行                                                                     | 鈴木行                                                        | 沢田正人                                                        |
| 9月11日                                         | 173    | 196  | 大波乱！竜之介が初めて水着を着る時!!         | 島田満                                                 | 吉永尚之                                                                   | 吉永尚之                                                      | 土器手司                                                        |
| 9月18日                                         | 174    | 197  | 花嫁がほしい!!キツネの恋の大冒険!!           | 土屋斗紀雄                                             | 鈴木行                                                                     | 鈴木行                                                        | 河南正昭                                                        |
| 9月25日                                         | 175    | 198  | しつこいっちゃ！三人娘の動物大作戦!!         | 曽田博久                                               | 栗山美秀                                                                   | 栗山美秀                                                      | 林隆文                                                          |
| 10月2日                                         | 176    | 199  | お魚つかみどり！浜茶屋のイケナイ商売         | 土屋斗紀雄                                             | 関田修                                                                     | 関田修                                                        | 沢田正人                                                        |
| 10月16日                                        | 177    | 200  | 星に願いを！あたる一家は欲望パニック         | 柳川茂                                                 | 吉永尚之                                                                   | 吉永尚之                                                      | 吉永尚之                                                        |
| 10月23日                                        | 178    | 201  | くちづけ宅急便！ダーリン初めてのヤキモチ！   | 柳川茂                                                 | 飛鳥達夫                                                                   | 鈴木行                                                        | アベ正己                                                        |
| 10月30日                                        | 179    | 202  | お酒はコワイ！サクラのおはらい大失敗         | 柳川茂                                                 | 栗山美秀                                                                   | 栗山美秀                                                      | 朝刊太郎                                                        |
| 11月6日                                         | 180    | 203  | 不気味だっちゃ！錯乱坊ヨガスクール!!         | 土屋斗紀雄                                             | 阿部司                                                                     | 関田修                                                        | 河南正昭                                                        |
| 12月4日                                         | 181    | 204  | さらば温泉先生!?涙の送別マラソン大会         | 柳川茂                                                 | 鈴木行                                                                     | 鈴木行                                                        | 河南正昭                                                        |
| 12月11日                                        | 182    | 205  | 純愛サクラ！別れのつるつるセッケン!?         | 柳川茂                                                 | 関田修                                                                     | 関田修                                                        | 佐々木敏子                                                      |
| 12月18日                                        | 183    | 206  | 飛鳥VSお兄様！ある愛の闘いだっちゃ！         | 土屋斗紀雄                                             | 阿部司                                                                     | 栗山美秀                                                      | 土器手司                                                        |
| 12月25日                                        | 184    | 207  | ダーリン大凶！恐怖の四次元おみくじ!!         | 柳川茂                                                 | 森脇真琴                                                                   | 森脇真琴                                                      | 河南正昭                                                        |
| 1986年 1月8日                                   | 185    | 208  | 新春パニック！面堂家人間すごろく大会         | 土屋斗紀雄                                             | 鈴木行                                                                     | 鈴木行                                                        | 古橋一浩                                                        |
| 1月15日                                         | 186    | 209  | 夢みるテンちゃん！虹のはてに大冒険!!         | 井上敏樹                                               | 阿部司                                                                     | 関田修                                                        | アベ正己                                                        |
| 1月22日                                         | 187    | 210  | デートがしたい！あたるのテスト大作戦         | 柳川茂                                                 | 中村孝一郎                                                                 | 山崎友正                                                      | 河南正昭                                                        |
| 1月29日                                         | 188    | 211  | ダーリンがうちを好きだと言ったっちゃ         | 井上敏樹                                               | 鈴木行                                                                     | 鈴木行                                                        | 今井正彦                                                        |
| 2月5日                                          | 189    | 212  | 決死の家庭訪問！教師稼業も命がけ!!           | 島田満                                                 | 鹿島典夫                                                                   | 関田修                                                        | 大森英敏                                                        |
| 2月12日                                         | 190    | 213  | ハチャメチャ！ランちゃんの巨大人形!!         | 土屋斗紀雄                                             | 阿部司                                                                     | 阿部司                                                        | 河南正昭                                                        |
| 2月19日                                         | 191    | 214  | 恋ひとすじ！命かけます純情キツネ!!           | 柳川茂                                                 | 坂田純一                                                                   | 坂田純一                                                      | 的場敦                                                          |
| 2月26日                                         | 192    | 215  | 早く来てダーリン！ラムの危険な結婚話         | 島田満                                                 | 鈴木行                                                                     | 鈴木行                                                        | 中嶋敦子                                                        |
| 3月5日                                          | 193    | 216  | たまらないっちゃ！ランの意地悪大作戦         | 井上敏樹                                               | 阿部司                                                                     | 山崎友正                                                      | 古橋一浩                                                        |
| 3月12日                                         | 194    | 217  | お別れ直前スペシャル 輝け!!うる星大賞        | [ 注 23 ]                                              | [ 注 23 ]                                                                  | [ 注 23 ]                                                     | [ 注 23 ]                                                       |
| 3月19日                                         | 195    | 218  | オールスター大宴会！うちらは不滅だっちゃ!!   | 柳川茂、鈴木行                                         | 鈴木行                                                                     | 鈴木行                                                        | 土器手司                                                        |

### 放送局（1981年版）

#### 本放送
| 放送期間                                                                    | 放送時間                              | 放送局         | 対象地域       | 備考                  |
| --------------------------------------------------------------------------- | ------------------------------------- | -------------- | -------------- | --------------------- |
| 1981年10月14日 - 1986年3月19日                                              | 水曜 19:00 - 19:30                    | テレビ長崎     | 長崎県         | [ 31 ] [ 注 24 ]      |
|                                                                             |                                       | 鹿児島テレビ   | 鹿児島県       | [ 31 ] [ 注 24 ]      |
|                                                                             | 水曜 19:30 - 20:00                    | フジテレビ     | 関東広域圏     | 制作局 /              |
|                                                                             |                                       | 北海道文化放送 | 北海道         | [ 34 ] [ 35 ]         |
|                                                                             |                                       | 仙台放送       | 宮城県         |                       |
|                                                                             |                                       | 山形テレビ     | 山形県         |                       |
|                                                                             |                                       | 富山テレビ     | 富山県         |                       |
|                                                                             |                                       | 石川テレビ     | 石川県         |                       |
|                                                                             |                                       | 福井テレビ     | 福井県         |                       |
|                                                                             |                                       | 長野放送       | 長野県         |                       |
|                                                                             |                                       | テレビ静岡     | 静岡県         |                       |
|                                                                             |                                       | 東海テレビ     | 中京広域圏     | [ 36 ] [ 37 ]         |
|                                                                             |                                       | 関西テレビ     | 近畿広域圏     | [ 38 ] [ 39 ]         |
|                                                                             |                                       | 山陰中央テレビ | 島根県・鳥取県 | [ 31 ]                |
|                                                                             |                                       | 岡山放送       | 岡山県・香川県 |                       |
|                                                                             |                                       | テレビ新広島   | 広島県         | [ 31 ]                |
|                                                                             |                                       | 愛媛放送       | 愛媛県         | 現・テレビ愛媛 /      |
|                                                                             |                                       | テレビ西日本   | 福岡県         | [ 31 ] [ 40 ]         |
|                                                                             |                                       | サガテレビ     | 佐賀県         | [ 31 ]                |
|                                                                             |                                       | テレビ熊本     | 熊本県         | [ 31 ]                |
|                                                                             |                                       | テレビ宮崎     | 宮崎県         | [ 31 ]                |
|                                                                             |                                       | 沖縄テレビ     | 沖縄県         |                       |
| 1981年10月14日 - 1984年3月28日 1984年4月 - 不明                             | 水曜 19:30 - 20:00 金曜 17:00 - 17:30 | 秋田テレビ     | 秋田県         | [ 注 25 ]             |
| 1981年11月18日 - 1986年3月26日                                              | 水曜 17:30 - 18:00                    | テレビ山口     | 山口県         | [ 41 ] [ 42 ]         |
| 1982年3月11日 - 1986年3月27日                                               | 木曜 17:30 - 18:00                    | テレビ大分     | 大分県         | [ 43 ] [ 44 ]         |
| 不明 - 1983年3月 1983年4月13日 - 1986年3月19日                              | 不明 → 水曜 19:30 - 20:00             | 福島テレビ     | 福島県         | [ 注 26 ]             |
| 不明 - 1983年9月 1983年10月12日 - 1986年3月19日                             |                                       | 新潟総合テレビ | 新潟県         | 現・NST新潟総合テレビ |
| （遅れネット）                                                              | 木曜 17:30 - 18:00                    | 青森放送       | 青森県         |                       |
|                                                                             | 月曜 16:00 - 16:30                    | テレビ高知     | 高知県         |                       |
|                                                                             | 火曜 17:00 - 17:30                    | 山梨放送       | 山梨県         |                       |
|                                                                             | 火曜 17:30 - 18:00                    | テレビ岩手     | 岩手県         |                       |
| 放送時間は、個別に出典が提示されているものを除き1985年2月時点のものとする。 |                                       |                |                |                       |

#### 再放送
本放送終了後は度々再放送が行われた。例として毎日放送の『ヒーローは眠らない』枠や東海テレビの『特選アニメ劇場』枠、NHK衛星第2テレビジョンの『衛星アニメ劇場』枠がある。また、2007年8月7日の押井守特集（『アニメギガ』）内での放送のように特集や傑作選などとして放送されることもある。
2013年2月4日から始まったキッズステーションでの再放送では、アニメ『うる星やつら』（1981年版）のテレビ放送としては初めてデジタルリマスターHD版の映像が放送された。2013年3月27日からBlu-ray BOXが順次発売されるのに伴い、放送用ネガフィルムのHDスキャンと修復を実行、16:9のフルHD高画質化を果たした。以後、デジタルリマスター版（あるいはHDリマスター版）の映像はテレ朝チャンネル2や千葉テレビでの再放送で使用されたほか、Amazon Prime Video、バンダイチャンネルなどの各種有料動画配信サイトでの配信にも使用されている。

### 関連商品（1981年版）

#### 書籍（1981年版）
- 『少年サンデーグラフィック うる星やつら』 （小学館 全15巻、1982 - 1986年）
劇場版は6・10・13・15巻。テレビ版のあらすじは第166話まで収録。
- 『劇場版うる星やつら完結篇 ボーイミーツガール』（小学館、1988年） - 大判での刊行。
- 『少年サンデーコミックスアニメ版 うる星やつら』（小学館、1982 - 1986年）
フィルムコミック（TV版：全36巻、劇場版：4作目まで各・上下分冊）- カバー表紙は高田明美が担当

#### 映像ソフト化（1981年版）
- 1987年5月、キティレコードが予約限定発売で全話をレーザーディスク50枚に収録して33万円で発売。予約のみで限定3000セットが完売、追加した3000セットも完売した。これが後にDVD-BOXまで繋がるLD-BOXと呼ばれる商品形態の第1号であった[53]（詳細は「ボックス・セット#LD-BOX」を参照）。LD-BOX発売前には『うる星やつら傑作集』というタイトルで高橋留美子自選傑作集がLD、VHDで発売されていた。
- テレビアニメDVD-BOXが2000年12月8日にVol.1（1巻 - 25巻）、2001年3月9日にVol.2（26巻 - 50巻）がそれぞれ発売。
- テレビアニメ化20周年を記念して単巻DVDが2001年8月24日 - 2002年8月23日に発売。全50巻。
- 高画質化したリマスター版を収録のテレビアニメBlu-ray BOXが2013年3月27日から2014年3月26日にかけて全4巻（各8枚組み）で発売。2017年には廉価版が全2巻で発売された。

| フジテレビ系列 水曜 19:30 - 20:00 | フジテレビ系列 水曜 19:30 - 20:00                                               | フジテレビ系列 水曜 19:30 - 20:00           |
| 前番組 | 番組名                                                                          | 次番組                                      |
| --- | ------------------------------------------------------------------------------- | ------------------------------------------- |
| 逆転！クイズジャック （1981年6月9日 - 9月24日） ※月曜 - 金曜 19:30 - 19:45、帯番組スター千一夜 （1969年10月1日 - 1981年9月25日） ※月曜 - 金曜 19:45 - 20:00、帯番組 | うる星やつら（1981年版） （1981年10月14日 - 1986年3月19日） - ※ここからアニメ枠 | めぞん一刻 （1986年3月26日 - 1988年3月2日） |

## テレビアニメ（2022年版）

2022年版テレビアニメのロゴ。漫画、1981年版テレビアニメなどで使用されたロゴからデザインが一部変更されている。

2022年1月1日、小学館の創業100周年を記念して、『うる星やつら』を完全新作として再びテレビアニメ化することが発表された。これまでの『うる星やつら』のアニメ作品からスタッフ・キャストを一新し、原作エピソードを選抜してアニメ化。アニメーション制作はdavid productionが担当した。
フジテレビの深夜アニメ枠『ノイタミナ』ほかにて、第1期は2022年10月から2023年3月まで、2クール連続で放送された。第2期は2024年1月から6月まで、2クール連続で放送された。合わせて4クール、全46話が制作された。

### 製作
チーフプロデューサーの尾崎紀子によると、『うる星やつら』再アニメ化企画は、2019年の春先、フジテレビのアニメ制作部に「『うる星やつら』をアニメ化するチャンスがあるけど、どうしますか？」と話があったことが始まりである。本作品で監督を務めた髙橋秀弥は尾崎に『うる星やつら』を再アニメ化する理由を尋ねたところ、次のように言われたという。
また尾崎は、全4クールでの制作とした理由について、「周年企画に当てるなら一気にドーンとやりたいと思いました。でも全部をアニメ化するのには何年もかかってしまうし、連載中のアニメ化ではないアドバンテージもあるということで、4クールでの傑作選にすることに決めたんです。」と明かしている。
本作品のアニメーション制作はフジテレビの子会社であるdavid productionが担当。監督には髙橋秀弥と木村泰大が起用された。髙橋と木村は『ジョジョの奇妙な冒険 黄金の風』でも共同で監督を務めたが、今回二人で監督を担当する理由について、木村は「『うる星やつら』は結構長いクールになるのですが、長いクールであればあるほど、現在のアニメ制作では、監督がひとりだとしんどいと思っています。」としたうえで、現在のアニメの高密度化や精度の向上、工程増加とそれによるクオリティー担保の難しさを挙げている。

### 作品の特徴（2022年版）
本作品は基本1話につき2エピソードのオムニバス形式となっている。本編の時代設定は1981年版アニメと同じく昭和時代であり、原作に沿いながらも大幅なアレンジが加えられていた1981年版アニメとは異なり、2008年に公開された『うる星やつら ザ・障害物水泳大会』のように原作の初期設定をベースにしている。基本的に原作のストーリー展開に準じた内容だが、1981年版アニメと同じくエピソードの順番は原作に合わせられていない。ストーリーもアレンジが加えられている部分があるが、1981年版アニメに見られるようなオリジナリティの強い演出はほとんどない。

#### 構成
シリーズ構成担当の柿原優子は、キャラクターを軸にして本作品の構成を考えたとしているが、出したいキャラクターが多く、4クールでも話数が足りないくらいだったという。また柿原は、おなじみのキャラクターをたっぷり見せるために序盤の展開を少し早めたことを明らかにしており、本作品では第1話Aパート「かけめぐる青春」の終わりにラムとあたるが同居を始めるという流れになっている。

#### 演出・キャスティング
先述の通りキャストは1981年版アニメから一新されたが、1981年版アニメのキャストの一部は本作品にも1981年版アニメとは別の役で出演しており、中でも主人公・諸星あたる役を務めた古川登志夫はあたるの父役で、ラム役を務めた平野文はラムの母役で起用されている。本作品では諸星あたる役を神谷浩史が、ラム役を上坂すみれがそれぞれ務めることとなり、2022年1月1日の再アニメ化発表時に公開されたティザーPVで、神谷によるあたるの声と上坂によるラムの声が初披露された。
2022年12月16日（15日深夜）初放送の第10話Aパート「戦慄の参観日」では、ラムの母が話す鬼族語を主音声とし、「"鬼族語が分からない地球人"のために地球語に変換された言葉」を副音声とする音声多重放送が実施された。ヨーロッパ企画の上田誠が鬼族語とその換字表を制作した。劇中で日本語以外を話すキャラクターの台詞を副音声で翻訳するという演出は、過去にも『ドテラマン』などの例がある。

### 評価（2022年版）
本作品はクランチロール・アニメアワード2024において、最優秀コメディ作品賞にノミネートされた。
ライターのタニグチリウイチは、自身のコラムで本作品について「漫画のように切り替えが早くてテンポが良い」「高橋留美子らしさとは何かを極めたような雰囲気で、『うる星やつら』に限らず高橋留美子の漫画作品を読んできた人の目に馴染む。ストーリーも原作を踏襲していて納得感が高い。その意味で純度100％の高橋留美子アニメだと言える。」と評している。
また、タニグチリウイチは近年相次いでいる「アニメ作品のリメイク」という視点から、「懐かしさをアピールしては多くに届かず、新しさをアピールすると反発を食らう。アニメのリメイクの難しいところで、その中間を巧みに進んだのが『うる星やつら』だろう。」と評している。加えて、押井守がチーフディレクターを担当した1981年版テレビアニメの印象の強さから、古手のファンには本作品が物足りなく思えたかもしれないとしながらも、「（原作漫画の）連載中に絵柄が変化し旧作のアニメ（1981年版アニメ）でも作画が変わった『うる星やつら』で、最高に可愛いラムちゃんを選び抜くようにして設定したところがある新版（2022年版アニメ）は、観ていてまったく隙がない。声についても、上坂すみれに神谷浩史に宮野真守に内田真礼に沢城みゆきと、旧作（1981年版アニメ）を踏襲しながらもモノマネではない声優陣を並べ、誰にも異論を起こさせない。そうした丁寧さがかえって印象を薄めてしまっている感じもあるが、原作とともに長く愛される作品にはなりそうだ。」と評している。

### エピソード（2022年版）
- 2023年2月10日（9日深夜）初放送の第17話「あこがれを胸に!! / 星に願いを」にて、放送後に既存デザインの無断転用が発覚した。同年2月27日に本作品の公式サイトに掲載された声明文では、「第17話において、背景の一部に無断で既存のデザインを転用していたことが分かりました」としたうえでこれを謝罪し[71]、該当箇所の修正・差し替えを行うことを明らかにした[72]。同じ日に、本作のアニメーション制作を担当しているdavid productionも声明を発表。今回の無断転用が発生した原因を「弊社の制作管理不徹底によるものです」として謝罪し、再発防止に万全を期すとしたが[73]、両声明文の中で、実際に転用があった部分などといった詳細については言及されなかった。

### キャスト（2022年版）
- 諸星あたる - 神谷浩史[54]
- ラム - 上坂すみれ[54]
- 三宅しのぶ - 内田真礼[74]
- 面堂終太郎 - 宮野真守[74]
- 錯乱坊（チェリー）・コタツネコ - 高木渉[55]
- サクラ - 沢城みゆき[55]
- ラン - 花澤香菜[56]
- レイ - 小西克幸[75]
- おユキ - 早見沙織[76]
- 弁天 - 石上静香[77]
- クラマ姫 - 水樹奈々[78]
- 温泉先生 - 三宅健太[79]
- 面堂了子 - 井上麻里奈[79]
- 尾津乃つばめ - 櫻井孝宏[79]
- あたるの父 - 古川登志夫[64]
- あたるの母 - 戸田恵子[64]
- ラムの父 - 小山力也[64]
- ラムの母 - 平野文[64]
- テン - 悠木碧[80]
- 藤波竜之介 - 高垣彩陽[80]
- 竜之介の父 - 千葉繁[80]
- 水乃小路飛麿 - 梶裕貴[81]
- しゅがあ - 久野美咲[82]
- じんじゃあ - 森永千才[82]
- ぺっぱあ - 高橋李依[82]
- 水乃小路飛鳥 - M・A・O[83]
- 飛麿・飛鳥の父 - 桜井敏治[83]
- 飛麿・飛鳥の母 - 三石琴乃[83]
- 真吾 - 島﨑信長[84]
- 諸星こける - くまいもとこ[84]
- 望 - 石見舞菜香[84]
- 潮渡渚 - 村瀬歩[85]
- 渚の父 - 坂口候一[85]
- 因幡 - 入野自由[86]
- ルパ - 中村悠一[87]
- カルラ - 水瀬いのり[87]
- ウパ - チョー[87]

### スタッフ（2022年版）
- 原作 - 高橋留美子[54]
- 監督[54] - 髙橋秀弥、木村泰大
- シリーズディレクター - 亀井隆広[55]
- シリーズ構成 - 柿原優子[54]
- キャラクターデザイン - 浅野直之[54]
- サブキャラクターデザイン[55] - 高村和宏、みき尾
- メカニックデザイン[55] - JNTHED、曽野由大
- プロップデザイン - ヒラタリョウ[55]
- デザイン協力[注 32] - 森幸子、加藤初重、遠藤柚衣、浜口頌平（第25話 - 第32話、第34話 - 第38話、第40話 - 第42話、第44話 - 第46話）、江藤大気（第30話、第33話、第37話、第38話）、稲田航（第40話、第42話、第44話 - 第46話）
- 美術設定 - 青木薫[55]、長澤順子（第16話、第21話、第22話、第27話、第28話、第33話、第37話 - 第42話）、平山瑛子（第26話）
- 美術監督 - 野村正信[55]
- 色彩設計 - 中村絢郁[55]
- CGディレクター - 大島寛治[55]（第1話 - 第12話）、畠山一馬（第13話 - 第46話）
- 撮影監督 - 長田雄一郎[55]、林幸司（第22話）
- 編集 - 廣瀬清志[55]
- 音響監督 - 岩浪美和[55]
- 音響制作 - dugout
- 音楽プロデューサー - 舩橋宗寛、甫足亮介（第24話 - 第46話）
- 音楽 - 横山克[55]
- 音楽制作 - フジパシフィックミュージック
- プロデューサー - 竹枝義典、大島和樹、藤本紀子、近藤秀峰、長谷部真咲
- アニメーションプロデューサー - 若松剛（第1話 - 第11話）、上野勲
- アニメーション制作 - david production[54]
- 制作 - アニメ「うる星やつら」製作委員会（フジテレビジョン、アニプレックス、小学館、小学館集英社プロダクション、FCC、電通、david production）

### 主題歌・挿入歌（2022年版）
主題歌は音楽プロジェクト・MAISONdesが担当した。
第1期
「アイウエ feat. 美波, SAKURAmoti」
第1期・第1クールオープニングテーマ。歌唱は美波、作詞・作曲はSAKURAmotiと美波、編曲はSAKURAmotiと真船勝博。
「アイワナムチュー feat. asmi, すりぃ」
第1期・第2クールオープニングテーマ。歌唱はasmi、作詞・作曲・編曲はすりぃ。
「トウキョウ・シャンディ・ランデヴ feat. 花譜, ツミキ」
第1期・第1クールエンディングテーマ。歌唱は花譜、作詞・作曲・編曲はツミキ。
「アイタリナイ feat. yama, ニト。」
第1期・第2クールエンディングテーマ。歌唱はyama、作詞・作曲・編曲はニト。。
「い・け・な・いルージュマジック」
忌野清志郎と坂本龍一による、第18話Aパート「き・え・な・いルージュマジック!!」の挿入歌。作詞・作曲・編曲は忌野清志郎と坂本龍一。
「ラムのラブソング covered by ラム」
ラム（上坂すみれ）による、第23話「決戦!!友1クイーンコンテスト」の挿入歌。作詞は伊藤アキラ、作曲は小林泉美、編曲は佐高陵平。
本楽曲は1981年版テレビアニメの初代オープニングテーマのカバー曲であり、 CDがBlu-ray Disc & DVD BOXのVol.01に、ミュージックビデオがVol.02にそれぞれ収録されている。
第2期
「ロックオン feat. はしメロ, 巡巡」
第2期・第1クールオープニングテーマ。歌唱ははしメロ、作詞・作曲・編曲は巡巡。
「バイマイダーリン feat. みきまりあ, ニト。」
第2期・第2クールオープニングテーマ。歌唱はみきまりあ、作詞・作曲・編曲はニト。。
「雷櫻 feat. 9Lana, SAKURAmoti」
第2期・第1クールエンディングテーマ。歌唱は9Lana、作詞・作曲・編曲はSAKURAmoti。
「春紛い feat. アユニ・D, ニト。」
第2期・第2クールエンディングテーマ。歌唱はアユニ・D、作詞・作曲・編曲はニト。。

### 各話リスト（2022年版）
| 話数   | サブタイトル                                                        | 脚本     | 絵コンテ                     | 演出                | 作画監督 | 総作画監督                 | 初放送日        |       |       |       |       |       |       |       |       |       |       |       |       |       |       |       |       |       |
| 第1期  | 第1期                                                               | 第1期    | 第1期                        | 第1期               | 第1期 | 第1期                      | 第1期           | 第1期 | 第1期 | 第1期 | 第1期 | 第1期 | 第1期 | 第1期 | 第1期 | 第1期 | 第1期 | 第1期 | 第1期 | 第1期 | 第1期 | 第1期 | 第1期 | 第1期 |
| ------ | ------------------------------------------------------------------- | -------- | ---------------------------- | ------------------- | --- | -------------------------- | --------------- | ----- | ----- | ----- | ----- | ----- | ----- | ----- | ----- | ----- | ----- | ----- | ----- | ----- | ----- | ----- | ----- | ----- |
| 第1話  | かけめぐる青春絶体絶命                                              | 柿原優子 | 髙橋秀弥 亀井隆広            | 髙橋秀弥            | 荒木裕 清丸悟 森幸子 さとう沙名栄 河本零王 小林亮                                                                         | 浅野直之 清丸悟            | 2022年 10月14日 |       |       |       |       |       |       |       |       |       |       |       |       |       |       |       |       |       |
| 第2話  | あなたにあげる幸せの黄色いリボン                                    | 柿原優子 | 木村泰大                     | 木村泰大            | 加藤愛 二宮奈那子 森幸子 さとう沙名栄 小林亮                                                                              | 浅野直之                   | 10月21日        |       |       |       |       |       |       |       |       |       |       |       |       |       |       |       |       |       |
| 第3話  | トラブルは舞い降りた!!迷路でメロメロ                                | 柿原優子 | 亀井隆広                     | 亀井隆広            | 小林亮 三橋桜子 加藤愛 二宮奈那子                                                                                         | 浅野直之 小林亮            | 10月28日        |       |       |       |       |       |       |       |       |       |       |       |       |       |       |       |       |       |
| 第4話  | 口づけと共に契らん!!                                                | 柿原優子 | 亀井隆広                     | 鈴木恭兵            | 片岡恵美子 さとう沙名栄 さくらいこのみ 清水博幸 竹内アキラ Suwarin Promjutikanon Chotanan Pipobworachai 小林亮            | 浅野直之 小林亮            | 11月4日         |       |       |       |       |       |       |       |       |       |       |       |       |       |       |       |       |       |
| 第5話  | 愛と闘魂のグローブ君待てども…                                       | 柿原優子 | 岩崎知子                     | 常岡修吾            | 今田茜 小林亮 はっとりますみ 河本零王 森幸子 加藤愛                                                                       | 浅野直之 清丸悟            | 11月11日        |       |       |       |       |       |       |       |       |       |       |       |       |       |       |       |       |       |
| 第6話  | いい日旅立ちお雪あたるの引退                                        | 柿原優子 | 原博                         | 千明孝一            | 三橋桜子 加藤愛 佐々木一浩 福島豊明 Cha Myoung Jun                                                                        | 浅野直之 清丸悟            | 11月18日        |       |       |       |       |       |       |       |       |       |       |       |       |       |       |       |       |       |
| 第7話  | 住めば都生ゴミ、海へ                                                | 柿原優子 | 山元隼一                     | 山元隼一            | 小林亮 平村直紀 森幸子 加藤愛 中山和子 王培非 劉劍 陈娇娇                                                                 | 浅野直之 小林亮            | 11月25日        |       |       |       |       |       |       |       |       |       |       |       |       |       |       |       |       |       |
| 第8話  | 転入生、危機一髪…お別れパーティー危機一髪…                          | 金杉弘子 | 菅原尚                       | 菅原尚              | 福島豊明 三橋桜子 荒木裕 河本零王 今田茜                                                                                  | 浅野直之 清丸悟            | 12月2日         |       |       |       |       |       |       |       |       |       |       |       |       |       |       |       |       |       |
| 第9話  | 愛で殺したい自習騒動                                                | 鈴木悠太 | 香川豊                       | 香川豊              | Cha Myoung Jun Shin Hyung Woo はっとりますみ 森幸子                                                                       | 浅野直之 清丸悟            | 12月9日         |       |       |       |       |       |       |       |       |       |       |       |       |       |       |       |       |       |
| 第10話 | 戦慄の参観日君去りし後                                              | 柿原優子 | 大原実                       | 常岡修吾 藤本ジ朗   | 小林亮 平村直紀 森幸子 福島豊明 三浦春樹 今田茜 三橋桜子 中山和子 藤澤俊幸                                                | 浅野直之 小林亮            | 12月16日        |       |       |       |       |       |       |       |       |       |       |       |       |       |       |       |       |       |
| 第11話 | 面堂兄妹!!面倒邸新年怪                                              | 森ハヤシ | 山元隼一 千明孝一            | 岩岡夢子            | 藤澤俊幸 小林亮 小牧容子 糸島雅彦 清水博幸 滝吾郎 小林理 南伸一郎 無錫極速蝸牛動畫                                        | 浅野直之 清丸悟 小林亮     | 12月23日        |       |       |       |       |       |       |       |       |       |       |       |       |       |       |       |       |       |
| 第12話 | テンちゃんがきたふたりだけのデート                                  | 金杉弘子 | 岩崎知子                     | 山本辰              | 小林亮 中山和子 迫江沙羅 松下純子 さくらいこのみ 柏木信弘 竹内アキラ 佐藤智子 Cerberus Suwarin Promjutikanon rere Put SAS | 浅野直之 小林亮            | 2023年 1月6日   |       |       |       |       |       |       |       |       |       |       |       |       |       |       |       |       |       |
| 第13話 | 買い食い大戦争テンからの贈り物!!                                    | 柿原優子 | 頂真司                       | ウヱノ史博          | 福島豊明 森幸子 Shin Hyung Woo 三浦春樹 無錫極速蝸牛動畫                                                                  | 浅野直之 小林亮            | 1月13日         |       |       |       |       |       |       |       |       |       |       |       |       |       |       |       |       |       |
| 第14話 | 水乃小路家の男トLOVE ル・レター                                     | 森ハヤシ | 大脊戸聡                     | 森田侑希            | 滝吾郎 糸島雅彦 Shin Hyung Woo 藤澤俊幸 小林亮 小林理 今田茜 三橋桜子                                                     | 浅野直之 清丸悟 小林亮     | 1月20日         |       |       |       |       |       |       |       |       |       |       |       |       |       |       |       |       |       |
| 第15話 | あんこ悲しや、恋の味!?思い出危機一髪…薬口害                         | 柿原優子 | 高木真司                     | 久保山英一 菅原尚   | 滝吾郎 糸島雅彦 藤澤俊幸 小林亮 今田茜 三橋桜子 Cha Myoung Jun                                                            | 浅野直之 小林亮            | 1月27日         |       |       |       |       |       |       |       |       |       |       |       |       |       |       |       |       |       |
| 第16話 | 激闘、父子鷹!!セーラー服よ、こんにちは!!                            | 柿原優子 | 西田正義 岩崎知子            | 黒瀬大輔 黒田幸生   | 王培非 劉劍 陈娇娇 STUDIO MASSKET                                                                                         | 浅野直之 清丸悟            | 2月3日          |       |       |       |       |       |       |       |       |       |       |       |       |       |       |       |       |       |
| 第17話 | あこがれを胸に!!星に願いを                                          | 金杉弘子 | 大原実                       | 常岡修吾            | 平村直紀 小林亮 Shin Hyung Woo 福島豊明 三浦春樹 森幸子                                                                   | 浅野直之 小林亮            | 2月10日         |       |       |       |       |       |       |       |       |       |       |       |       |       |       |       |       |       |
| 第18話 | き・え・な・いルージュマジック!!必殺！ヤミナベ                      | 森ハヤシ | 笹嶋啓一                     | 岩岡夢子            | 小澤円 杉本幸子 山口光紀 小牧容子 今田茜 滝吾郎 藤澤俊幸 加藤愛 無錫極速蝸牛動畫                                          | 浅野直之 清丸悟            | 2月17日         |       |       |       |       |       |       |       |       |       |       |       |       |       |       |       |       |       |
| 第19話 | 魔境！戦慄の密林酔っぱらいブギ                                      | 鈴木悠太 | ソエジマヤスフミ             | 葛西良信            | 南伸一郎 大塚美登理 寿門堂 Revival                                                                                        | 浅野直之 小林亮            | 2月24日         |       |       |       |       |       |       |       |       |       |       |       |       |       |       |       |       |       |
| 第20話 | 失われたモノを求めて                                                | 金杉弘子 | 岩崎知子                     | 木村泰大            | 森幸子 杉本幸子 小澤円 平村直紀 Shin Hyung Woo 福島豊明 山口光紀 三橋桜子                                                 | 浅野直之 清丸悟            | 3月3日          |       |       |       |       |       |       |       |       |       |       |       |       |       |       |       |       |       |
| 第21話 | 惑星教師CAO-2あな恐ろしや、ワラ人形                                 | 森ハヤシ | 菅原尚                       | 菅原尚              | 今田茜 糸島雅彦 小牧容子 藤澤俊幸 滝吾郎 三浦春樹 荒木裕 鈴木佳代子 山口仁七 王培非 劉劍 陈娇娇                           | 浅野直之 小林亮            | 3月10日         |       |       |       |       |       |       |       |       |       |       |       |       |       |       |       |       |       |
| 第22話 | 大ビン小ビン愛がふれあうとき                                        | 鈴木悠太 | 千明孝一 髙橋秀弥            | 中澤勇一            | 原田ゆうか 天界 GRAND Guerrilla Majin Bro Roccia Nobili 飯飼一幸 岡崎円郁 高石まみ Mahmoud Moftah Cyrus 江崎稔            | 浅野直之 清丸悟 小林亮     | 3月17日         |       |       |       |       |       |       |       |       |       |       |       |       |       |       |       |       |       |
| 第23話 | 決戦!!友1クイーンコンテスト                                         | 金杉弘子 | 久保雄介 髙橋秀弥            | 佐藤清光 久保雄介   | 森幸子 杉本幸子 小澤円 小林亮 Shin Hyung Woo 小林理 平村直紀 福島豊明 山口光紀 三橋桜子 今田茜                            | 浅野直之 小林亮            | 3月24日         |       |       |       |       |       |       |       |       |       |       |       |       |       |       |       |       |       |
| 第2期  |                                                                     |          |                              |                     | |                            |                 |       |       |       |       |       |       |       |       |       |       |       |       |       |       |       |       |       |
| 第24話 | 妄想フーセンガム愛は国境を越えて                                    | 森ハヤシ | 亀井隆広                     | 常岡修吾 久保山英一 | 小澤円 河本零王 渡邊葉瑠 山口光紀 杉本幸子 森幸子                                                                         | 浅野直之 清丸悟            | 2024年 1月12日  |       |       |       |       |       |       |       |       |       |       |       |       |       |       |       |       |       |
| 第25話 | 想い出ボロボロ!?想い出のアルバム涙の家庭訪問 激闘の藤波家編         | 鈴木悠太 | 吉田泰三                     | 岩岡夢子            | 小牧容子 福島豊明 今田茜 滝吾郎 三浦春樹 三橋桜子 ddasang 無錫極速蝸牛動畫                                                | 浅野直之 小林亮            | 1月19日         |       |       |       |       |       |       |       |       |       |       |       |       |       |       |       |       |       |
| 第26話 | 電飾の魔境                                                          | 森ハヤシ | 堂山卓見                     | ウヱノ史博          | 杉本幸子 山口光紀 河本零王 小澤円 糸島雅彦 森幸子 無錫極速蝸牛動畫                                                        | 浅野直之 清丸悟            | 1月26日         |       |       |       |       |       |       |       |       |       |       |       |       |       |       |       |       |       |
| 第27話 | 恋人泥棒水乃小路家の娘                                              | 鈴木悠太 | 佐々木美和                   | 前園文夫 亀井隆広   | 陈玉峰 赵玲 姚远 玄機株式会社                                                                                             | 浅野直之 山田まさし        | 2月2日          |       |       |       |       |       |       |       |       |       |       |       |       |       |       |       |       |       |
| 第28話 | 続・水乃小路家の娘                                                  | 鈴木悠太 | 岩崎知子                     | 佐藤清光            | 小牧容子 福島豊明 今田茜 滝吾郎 三浦春樹 ddasang 無錫極速蝸牛動畫                                                         | 浅野直之 小林亮            | 2月9日          |       |       |       |       |       |       |       |       |       |       |       |       |       |       |       |       |       |
| 第29話 | コタツにかけた愛ラムちゃん、ウシになる涙の家庭訪問 華麗なる面堂家編 | 金杉弘子 | イシグロキョウヘイ           | 森田侑希            | 糸島雅彦 山口光紀 杉本幸子 小澤円 今田茜 森幸子 滝吾郎 無錫極速蝸牛動畫                                                   | 浅野直之 清丸悟            | 2月16日         |       |       |       |       |       |       |       |       |       |       |       |       |       |       |       |       |       |
| 第30話 | イヤーマッフルの怪系図                                              | 森ハヤシ | 久保山英一                   | 久保山英一          | 河本零王 三浦春樹 福島豊明 KIM CHAE EUN 無錫極速蝸牛動畫 玄機株式会社                                                     | 浅野直之 小林亮            | 2月23日         |       |       |       |       |       |       |       |       |       |       |       |       |       |       |       |       |       |
| 第31話 | 扉を開けて 前編                                                     | 森ハヤシ | 常岡修吾                     | 常岡修吾            | 小澤円 KIM CHAE EUN 福島豊明 ddasang 小牧容子 滝吾郎 河本零王 玄機株式会社                                                | 浅野直之 山田まさし        | 3月1日          |       |       |       |       |       |       |       |       |       |       |       |       |       |       |       |       |       |
| 第32話 | 扉を開けて 後編涙の家庭訪問 禁じられた三宅家編                      | 森ハヤシ | 吉田泰三                     | 鈴木恭兵            | 福島豊明 杉本幸子 小牧容子 三浦春樹 今田茜 無錫極速蝸牛動畫                                                               | 浅野直之 清丸悟            | 3月8日          |       |       |       |       |       |       |       |       |       |       |       |       |       |       |       |       |       |
| 第33話 | あやかしの面堂最後のデート                                          | 金杉弘子 | 津田尚克                     | 津田尚克            | 山口光紀 糸島雅彦 杉本幸子 今田茜 小澤円 森幸子 山田まさし                                                                | 浅野直之 清丸悟            | 3月15日         |       |       |       |       |       |       |       |       |       |       |       |       |       |       |       |       |       |
| 第34話 | 校長殴打事件秘密の花園涙の家庭訪問 地獄の諸星家編                   | 鈴木悠太 | 佐々木美和                   | ウヱノ史博          | 小牧容子 滝吾郎 三浦春樹 三橋桜子 崎本さゆり ddasang 無錫極速蝸牛動畫                                                     | 山田まさし                 | 3月22日         |       |       |       |       |       |       |       |       |       |       |       |       |       |       |       |       |       |
| 第35話 | 愛♡ダーリンの危機!!月夜のキツネたち涙の家庭訪問 温泉マーク宇宙へ    | 柿原優子 | 岩岡夢子                     | 岩岡夢子            | 崎本さゆり 山口光紀 森幸子 滝吾郎 小澤円 糸島雅彦 河本零王 無錫極速蝸牛動畫                                               | 小林亮                     | 3月29日         |       |       |       |       |       |       |       |       |       |       |       |       |       |       |       |       |       |
| 第36話 | みじめっ子・終太郎!!                                                | 森ハヤシ | 福岡大生 亀井隆広            | 黒田幸生            | 竹内アキラ 森幸子 杉本幸子 KIM CHAE EUN 福島豊明 河本零王 清水博幸                                                        | 小林亮                     | 4月12日         |       |       |       |       |       |       |       |       |       |       |       |       |       |       |       |       |       |
| 第37話 | 飛鳥ふたたび嵐を呼ぶデート 前編                                     | 森ハヤシ | 山岡実                       | 森田侑希            | 崎本さゆり 福島豊明 竹内アキラ 今田茜 小澤円 小牧容子 糸島雅彦 滝吾郎 三浦春樹 三橋桜子 無錫極速蝸牛動畫                  | 浅野直之 山田まさし        | 4月19日         |       |       |       |       |       |       |       |       |       |       |       |       |       |       |       |       |       |
| 第38話 | 嵐を呼ぶデート 後編                                                 | 森ハヤシ | 髙橋秀弥 亀井隆広 木村泰大   | 木村泰大            | 三橋桜子 河本零王 杉本幸子 KIM CHAE EUN 福島豊明 森幸子 無錫極速蝸牛動畫                                                  | 清丸悟 小林亮              | 4月26日         |       |       |       |       |       |       |       |       |       |       |       |       |       |       |       |       |       |
| 第39話 | 渚のフィアンセ妖精のパラソル                                        | 金杉弘子 | 佐々木美和                   | 長田伸二 佐藤清光   | 崎本さゆり 竹内アキラ 小澤円 ddasang 福島豊明 滝吾郎 今田茜 三浦春樹 糸島雅彦 玄機株式会社                                | 清丸悟                     | 5月3日          |       |       |       |       |       |       |       |       |       |       |       |       |       |       |       |       |       |
| 第40話 | 一夜の攻防戦命かけます、授業中!!                                    | 金杉弘子 | 祝浩司                       | 岩岡夢子 髙橋秀弥   | 今田茜 滝吾郎 糸島雅彦 竹内アキラ 福島豊明 三浦春樹 玄機株式会社                                                          | 清丸悟 小林亮              | 5月10日         |       |       |       |       |       |       |       |       |       |       |       |       |       |       |       |       |       |
| 第41話 | 愛と勇気の花一輪                                                    | 柿原優子 | 坂田純一                     | 常岡修吾            | 森幸子 小牧容子 三橋桜子 杉本幸子 KIM CHAE EUN 無錫極速蝸牛動畫 玄機株式会社                                              | 浅野直之 小林亮            | 5月17日         |       |       |       |       |       |       |       |       |       |       |       |       |       |       |       |       |       |
| 第42話 | 怒りのラムちゃん!!ハートをつかめ                                    | 柿原優子 | 西原一                       | 中村哲治            | 平良哲朗 河本零王 小牧容子 小澤円 杉本幸子 柴田和紀 三橋桜子 玄機株式会社 無錫極速蝸牛動畫                                | 清丸悟                     | 5月24日         |       |       |       |       |       |       |       |       |       |       |       |       |       |       |       |       |       |
| 第43話 | ボーイ ミーツ ガール 別れの朝                                       | 柿原優子 | 中村里美 林直孝              | 渡辺純央            | 久保茉莉子 飯田清貴 福島豊明 三浦春樹 吉岡佳宏 工藤ゆき 竹内アキラ 無錫極速蝸牛動畫                                       | 浅野直之 山田まさし        | 5月31日         |       |       |       |       |       |       |       |       |       |       |       |       |       |       |       |       |       |
| 第44話 | ボーイ ミーツ ガール 結婚するって本当ですか                         | 柿原優子 | 高柳哲司                     | 木村泰大            | 滝吾郎 三橋桜子 小牧容子 稲垣美奈 ハン・ヒェミン 王晨陽 Wang Chenyang 無錫極速蝸牛動畫                                    | 浅野直之 清丸悟            | 6月7日          |       |       |       |       |       |       |       |       |       |       |       |       |       |       |       |       |       |
| 第45話 | ボーイ ミーツ ガール ねじれたハートで                               | 柿原優子 | 亀井隆広 佐々木美和 坂田純一 | 亀井隆広            | 小澤円 柴田和紀 福島豊明 三浦春樹 吉岡佳宏 工藤ゆき 竹内アキラ 今田茜 KIM CHAE EUN ハン・ヒェミン                         | 浅野直之 山田まさし        | 6月14日         |       |       |       |       |       |       |       |       |       |       |       |       |       |       |       |       |       |
| 第46話 | ボーイ ミーツ ガール ないものねだりのI Want You                     | 柿原優子 | 岩岡夢子 小野学 髙橋秀弥     | 岩岡夢子 髙橋秀弥   | 小澤円 三浦春樹 今田茜 三橋桜子 滝吾郎 小牧容子 江藤大気 河本零王 崎本さゆり Cha Myoung Jun 五角 無錫極速蝸牛動畫         | 浅野直之 山田まさし 清丸悟 | 6月21日         |       |       |       |       |       |       |       |       |       |       |       |       |       |       |       |       |       |

### 放送局（2022年版）
| 放送期間                                                                                                   | 放送時間                     | 放送局             | 対象地域       | 備考                        |
| --- | ---------------------------- | ------------------ | -------------- | --------------------------- |
| 2022年10月14日 - 2023年3月24日                                                                             | 金曜 0:55 - 1:25（木曜深夜） | フジテレビ         | 関東広域圏     | 製作参加 / 『ノイタミナ』枠 |
| |                              | 岩手めんこいテレビ | 岩手県         | 『ノイタミナ』枠            |
| |                              | さくらんぼテレビ   | 山形県         | 『ノイタミナ』枠            |
| |                              | 福島テレビ         | 福島県         | 『ノイタミナ』枠            |
| |                              | サガテレビ         | 佐賀県         | 『ノイタミナ』枠            |
| | 金曜 1:05 - 1:35（木曜深夜） | テレビ愛媛         | 愛媛県         | 『ノイタミナ』枠            |
| | 金曜 1:20 - 1:50（木曜深夜） | 秋田テレビ         | 秋田県         | 『ノイタミナ』枠            |
| | 金曜 1:30 - 2:00（木曜深夜） | 仙台放送           | 宮城県         | 『ノイタミナ』枠            |
| |                              | 長野放送           | 長野県         | 『ノイタミナ』枠            |
| |                              | テレビ静岡         | 静岡県         | 『ノイタミナ』枠            |
| |                              | 鹿児島テレビ       | 鹿児島県       | 『ノイタミナ』枠            |
| | 金曜 1:45 - 2:15（木曜深夜） | テレビ熊本         | 熊本県         | 『ノイタミナ』枠            |
| | 金曜 1:50 - 2:20（木曜深夜） | NST新潟総合テレビ  | 新潟県         | 『ノイタミナ』枠            |
| | 金曜 1:55 - 2:25（木曜深夜） | 関西テレビ         | 近畿広域圏     | 『ノイタミナ』枠            |
| |                              | テレビ西日本       | 福岡県         | 『ノイタミナ』枠            |
| | 金曜 2:00 - 2:30（木曜深夜） | テレビ新広島       | 広島県         | 『ノイタミナ』枠            |
| | 金曜 2:07 - 2:37（木曜深夜） | 東海テレビ         | 中京広域圏     | 『ノイタミナ』枠            |
| 2022年10月18日 - 2023年3月28日                                                                             | 火曜 22:30 - 23:00           | AT-X               | 日本全域       | CS放送 / リピート放送あり   |
| 2022年10月19日 - 2023年4月5日                                                                              | 水曜 1:50 - 2:20（火曜深夜） | 北海道文化放送     | 北海道         |                             |
| 2022年10月28日 - 2023年4月7日                                                                              | 金曜 0:55 - 1:25（木曜深夜） | 高知さんさんテレビ | 高知県         |                             |
| 2022年10月28日 - 2023年4月21日                                                                             | 金曜 1:03 - 1:35（木曜深夜） | テレビ長崎         | 長崎県         |                             |
| 2022年12月13日 - 2023年5月23日                                                                             | 火曜 1:25 - 1:55（月曜深夜） | さんいん中央テレビ | 島根県・鳥取県 | 『ノイタミナ』枠            |
| 2023年3月18日 - 8月19日                                                                                    | 土曜 10:25 - 10:55           | 福井テレビ         | 福井県         |                             |
| 仙台放送を除くすべての放送局で字幕放送を実施。また、一部放送回では音声多重放送を実施（一部放送局を除く）。 |                              |                    |                |                             |

| 配信開始日     | 配信時間                | 配信サイト | 備考                   |
| -------------- | ----------------------- | --- | ---------------------- |
| 2022年10月14日 | 金曜 12:00 以降順次更新 | Amazon Prime Video dアニメストア Disney+ DMM TV dTV FOD J:COMオンデマンド milplus Netflix U-NEXT WOWOWオンデマンド アニメ放題 バンダイチャンネル ひかりTV                 | 見放題配信             |
|                |                         | GYAO! | 最新話期間限定無料配信 |
|                |                         | Amazon Prime Video Google Play GYAO!ストア HAPPY!動画 J:COMオンデマンド milplus music.jp Rakuten TV YouTube バンダイチャンネル ひかりTV ビデオマーケット ムービーフルPlus | 都度課金配信           |

| 放送期間 | 放送時間                                        | 放送局             | 対象地域       | 備考                        |
| --- | ----------------------------------------------- | ------------------ | -------------- | --------------------------- |
| 2024年1月12日 - 6月21日 | 金曜 0:55 - 1:25（木曜深夜）                    | フジテレビ         | 関東広域圏     | 製作参加 / 『ノイタミナ』枠 |
| |                                                 | 岩手めんこいテレビ | 岩手県         | 『ノイタミナ』枠            |
| |                                                 | さくらんぼテレビ   | 山形県         | 『ノイタミナ』枠            |
| |                                                 | 福島テレビ         | 福島県         | 『ノイタミナ』枠            |
| |                                                 | サガテレビ         | 佐賀県         | 『ノイタミナ』枠            |
| | 金曜 1:03 - 1:35（木曜深夜）                    | テレビ長崎         | 長崎県         |                             |
| | 金曜 1:05 - 1:35（木曜深夜）                    | テレビ愛媛         | 愛媛県         | 『ノイタミナ』枠            |
| | 金曜 1:20 - 1:50（木曜深夜）                    | 秋田テレビ         | 秋田県         | 『ノイタミナ』枠            |
| | 金曜 1:30 - 2:00（木曜深夜）                    | 仙台放送           | 宮城県         | 『ノイタミナ』枠            |
| |                                                 | 長野放送           | 長野県         | 『ノイタミナ』枠            |
| |                                                 | 鹿児島テレビ       | 鹿児島県       | 『ノイタミナ』枠            |
| | 金曜 1:45 - 2:15（木曜深夜）                    | テレビ静岡         | 静岡県         | 『ノイタミナ』枠            |
| |                                                 | テレビ熊本         | 熊本県         | 『ノイタミナ』枠            |
| | 金曜 1:50 - 2:20（木曜深夜）                    | NST新潟総合テレビ  | 新潟県         | 『ノイタミナ』枠            |
| | 金曜 1:55 - 2:25（木曜深夜）                    | 関西テレビ         | 近畿広域圏     | 『ノイタミナ』枠            |
| |                                                 | テレビ西日本       | 福岡県         | 『ノイタミナ』枠            |
| | 金曜 2:00 - 2:30（木曜深夜）                    | テレビ新広島       | 広島県         | 『ノイタミナ』枠            |
| | 金曜 2:04 - 2:34（木曜深夜）                    | 東海テレビ         | 中京広域圏     | 『ノイタミナ』枠            |
| 2024年1月16日 - 6月25日 | 火曜 22:30 - 23:00                              | AT-X               | 日本全域       | CS放送 / リピート放送あり   |
| 2024年1月18日 - 6月27日 | 木曜 0:40 - 1:10（水曜深夜）                    | 北海道文化放送     | 北海道         |                             |
| 2024年1月26日 - 7月5日 | 金曜 0:55 - 1:25（木曜深夜）                    | 高知さんさんテレビ | 高知県         |                             |
| 2024年2月15日 - 6月6日 2024年6月11日 - 7月16日                                                                             | 木曜 15:15 - 15:45 火曜 0:55 - 1:25（月曜深夜） | さんいん中央テレビ | 島根県・鳥取県 | 『ノイタミナ』枠            |
| 2024年3月22日 - 9月6日 | 金曜 1:25 - 1:55（木曜深夜）                    | 岡山放送           | 岡山県・香川県 | 『ノイタミナ』枠            |
| 2024年4月4日 - 9月5日 | 木曜 0:25 - 0:55（水曜深夜）                    | 福井テレビ         | 福井県         |                             |
| 仙台放送を除くすべての放送局で字幕放送を実施。また、一部放送回では音声多重放送や連動データ放送を実施（一部放送局を除く）。 |                                                 |                    |                |                             |

| 配信開始日    | 配信時間                | 配信サイト | 備考         |
| ------------- | ----------------------- | --- | ------------ |
| 2024年1月12日 | 金曜 12:00 更新         | Amazon Prime Video | 見放題配信   |
| 2024年1月15日 | 月曜 12:00 以降順次更新 | ABEMAプレミアム dアニメストア Disney+ dTV FOD Hulu J:COM STREAM Lemino milplus Netflix TELASA （本店・ auスマートパスプレミアム ） U-NEXT WOWOWオンデマンド アニメタイムズ アニメ放題 バンダイチャンネル | 見放題配信   |
|               |                         | Amazon Prime Video Google Play HAPPY!動画 J:COM STREAM milplus music.jp Rakuten TV TELASA バンダイチャンネル ビデオマーケット ムービーフルPlus                                                           | 都度課金配信 |

### 関連商品（2022年版）

#### 書籍（2022年版）
- TVアニメ『うる星やつら』公式スターティングガイド、小学館〈少年サンデーグラフィック〉、2022年10月21日発売[注 33]、ISBN 978-4-09-199076-1[102]

#### 映像ソフト化（2022年版）
| 巻     | 発売日        | 収録話          | 規格品番     | 規格品番     |
| 巻     | 発売日        | 収録話          | BD           | DVD          |
| ------ | ------------- | --------------- | ------------ | ------------ |
| Vol.01 | 2023年3月15日 | 第1話 - 第11話  | ANZX-16451/4 | ANZB-16451/4 |
| Vol.02 | 2023年6月28日 | 第12話 - 第23話 | ANZX-16455/7 | ANZB-16455/7 |
| Vol.03 | 2024年6月12日 | 第24話 - 第35話 | ANZX-17351/4 | ANZB-17351/4 |
| Vol.04 | 2024年9月25日 | 第36話 - 第46話 | ANZX-17355/7 | ANZB-17355/7 |

#### サウンドトラック（2022年版）
| タイトル                                             | 発売日       | 規格 | 規格品番 | 発売元                       | 備考      |
| ---------------------------------------------------- | ------------ | ---- | -------- | ---------------------------- | --------- |
| TVアニメ『うる星やつら』オリジナル・サウンドトラック | 2023年3月1日 | CD   | FBAC-188 | FABTONE、 FUJI PACIFIC MUSIC | [ 注 34 ] |

### コラボレーション
TORACO DAY（TORACO×うる星やつら）
プロ野球・阪神タイガースでは毎年、女性ファン向けのイベント『TORACO DAY』を開催している。2023年で10周年を迎えた同イベントでは、『うる星やつら』（2022年版テレビアニメ）とのコラボレーション企画が行われ、阪神タイガース主催の公式戦2試合がアニメ「うる星やつら」製作委員会のスポンサードゲームとして開催された。
2023年5月13日に阪神甲子園球場で開催された横浜DeNAベイスターズとの試合では、ラム役の上坂すみれが試合前のトークショーや自身初となる始球式を務めた。さらに同年8月22日に京セラドーム大阪で開催された中日ドラゴンズとの試合では、『うる星やつら』（2022年版テレビアニメ）の第1期・第2クールオープニングテーマ「アイワナムチュー feat. asmi, すりぃ」を歌うasmiが同楽曲を披露したほか、ファーストピッチセレモニーも務めた。
| フジテレビ ノイタミナ                  | フジテレビ ノイタミナ           | フジテレビ ノイタミナ     |
| 前番組                                 | 番組名                          | 次番組                    |
| -------------------------------------- | ------------------------------- | ------------------------- |
| よふかしのうた（第1期）                | うる星やつら（2022年版・第1期） | 王様ランキング 勇気の宝箱 |
| るろうに剣心 -明治剣客浪漫譚- 序幕東京 | うる星やつら（2022年版・第2期） | 先輩はおとこのこ          |

## 劇場アニメ
1981年版テレビアニメに関連する6作品が製作されている。詳細は各項目を参照。
- うる星やつら オンリー・ユー（1983年2月11日公開[111]）
- うる星やつら2 ビューティフル・ドリーマー（1984年2月11日公開[112]）
- うる星やつら3 リメンバー・マイ・ラヴ（1985年1月26日公開[113]）
- うる星やつら4 ラム・ザ・フォーエバー（1986年2月22日公開[114] ）
- うる星やつら 完結篇（1988年2月6日公開[115]）
- うる星やつら いつだって・マイ・ダーリン（1991年11月2日公開）

## OVA
1985年から1991年にかけて11作品、2008年に1作品の計12作品が製作された。『うる星やつら』のOVAは、作品によってスタッフが異なることもあって、キャラクターデザインに違いがあるほか、ストーリーも原作とは大きく異なる作品がある。
なお、「了子の9月のお茶会」、「アイム・THE・終ちゃん」はファン大会向けの総集編ビデオとして制作されたほか、「うる星やつら ザ・障害物水泳大会」は2008年に開催された高橋留美子の原画展で上映するために制作された「特別編」であるため、これら3作品はOVAとして扱われないことがあるが、映像ソフト化されていることを踏まえ、OVAとして記載する。
※以下に記載するリストにおいて、空欄はノンクレジット、または該当するスタッフがいないことを表すものとする。

### 作品リスト（OVA）
|      | タイトル                                                | 脚本                                                              | 絵コンテ                                                       | 演出                                                           | 作画監督                                                                    | 発売日          |
| ---- | ------------------------------------------------------- | ----------------------------------------------------------------- | -------------------------------------------------------------- | -------------------------------------------------------------- | --------------------------------------------------------------------------- | --------------- |
| 1st  | 了子の9月のお茶会                                       | 伊藤和典 岩崎弘 島田満 井上敏樹 柳川茂 土屋斗紀雄                 | 押井守 西村純二 上村修 やまざきかずお 吉永尚之 鈴木行          | 早川啓二 押井守 西村純二 上村修 やまざきかずお 吉永尚之 鈴木行 | 遠藤麻未 やまざきかずお 林隆文 遠藤祐一 土器手司 澤田正人                   | 1986年 8月21日  |
| 2nd  | 〈メモリアル・アルバム〉 アイム・THE・終ちゃん          | やまざきかずお 伊藤和典 星山博之 柳川茂 井上敏樹 島田満 [ 注 36 ] | やまざきかずお 押井守 高橋資祐 上村修 吉永尚之 鈴木行 西村純二 | やまざきかずお 押井守 高橋資祐 上村修 吉永尚之 鈴木行 西村純二 | やまざきかずお 遠藤麻未 森山ゆうじ 土器手司 林隆文 遠藤裕一 古瀬登 近衛真守 | 1987年 1月5日   |
| 3rd  | 夢の仕掛人、因幡くん登場！ ラムの未来はどうなるっちゃ!? | 小出一巳 今泉俊昭                                                 | 四分一節子 冨永恒雄                                            | 冨永恒雄                                                       | 小林ゆかり                                                                  | 7月18日         |
| 4th  | 怒れ!!シャーベット                                      | [ 注 37 ]                                                         | 西島克彦                                                       | 吉田健次郎                                                     | 西島克彦                                                                    | 1988年 12月2日  |
| 5th  | 渚のフィアンセ                                          | -                                                                 | 四分一節子                                                     | 山口頼房                                                       | 四分一節子                                                                  | 12月8日         |
| 6th  | 電気仕掛けの御庭番                                      | -                                                                 | 鈴木行                                                         | 吉田健次郎                                                     | 小林ゆかり                                                                  | 1989年 8月21日  |
| 7th  | 月に吠える                                              | 近藤真智子                                                        | 冨永恒雄                                                       | 冨永恒雄                                                       | 小林ゆかり                                                                  | 9月1日          |
| 8th  | ヤギさんとチーズ                                        | 岡村豊                                                            | -                                                              | 岡村豊                                                         | 岡村豊                                                                      | 12月21日        |
| 9th  | ハートをつかめ                                          | 浦畑達彦                                                          | -                                                              | 森川滋                                                         | 吉岡健二                                                                    | 12月27日        |
| 10th | 乙女ばしかの恐怖                                        | 藤原英洋                                                          | 森川滋                                                         | 牧野滋人                                                       | 重田敦司 今隈眞一                                                           | 1991年 6月21日  |
| 11th | 霊魂とデート                                            | 浦畑達彦                                                          | 森脇真琴                                                       | 森脇真琴                                                       | 重田敦司                                                                    | 1991年 6月21日  |
| 12th | ザ・障害物水泳大会                                      | 横手美智子                                                        | 米たにヨシトモ                                                 | 喜多幡徹                                                       | 土器手司                                                                    | 2010年 10月20日 |

うる星やつら 了子の9月のお茶会
ファンクラブ向けに製作された総集編 + オリジナル映像。オリジナルの作画は森山ゆうじが担当。1985年9月24日より開催された「第3回うる星やつらファン大会」にて初公開。
この後、ファン同士のオフ会は「お茶会」という呼称で定着した。
うる星やつら アイム・THE・終ちゃん
ファンクラブ向けに製作された総集編。1986年9月15日より開催された「KAC（キティアニメーションサークルの略称）オープニングツアー」にて初公開。
うる星やつら 夢の仕掛人、因幡くん登場！ラムの未来はどうなるっちゃ!?
原作「扉を開けて」から「明日へもういっちょ」までの長編ストーリーをアニメ化。劇場アニメ第5作『うる星やつら 完結篇』（1988年公開）と同じスタッフで制作された。
うる星やつら ザ・障害物水泳大会
高橋留美子の原画展向けに制作され、2008年12月23日より会場で上映された。本作は『うる星やつら』アニメ作品において初めてのデジタル作画による作品である。従来までの作品とは異なり友引高校の校舎のデザインや、白井コースケ（声 - 山口勝平）が登場する（そのかわりラム親衛隊は出てこない）など原作の設定をベースにしている。

### キャスト（OVA）
1981年版テレビアニメと同じだが、「うる星やつら ザ・障害物水泳大会」では竜之介の父を大川透が演じている。

### スタッフ（OVA）
1981年版テレビアニメの制作に参加したスタッフの一部はOVAの制作にも参加している。
|                      | 1st                                            | 2nd                                            | 3rd                                            | 4th                                            | 5th                                            | 6th                                            | 7th                                            | 8th              | 9th              | 10th             | 11th                     | 12th                |
| -------------------- | ---------------------------------------------- | ---------------------------------------------- | ---------------------------------------------- | ---------------------------------------------- | ---------------------------------------------- | ---------------------------------------------- | ---------------------------------------------- | ---------------- | ---------------- | ---------------- | ------------------------ | ------------------- |
| 原作                 | 高橋留美子                                     | 高橋留美子                                     | 高橋留美子                                     | 高橋留美子                                     | 高橋留美子                                     | 高橋留美子                                     | 高橋留美子                                     | 高橋留美子       | 高橋留美子       | 高橋留美子       | 高橋留美子               | 高橋留美子          |
| 製作                 | 多賀英典                                       | 多賀英典                                       | 多賀英典                                       | 多賀英典                                       | 多賀英典                                       | 多賀英典                                       | 多賀英典                                       | 多賀英典         | 多賀英典         | 多賀英典         | 多賀英典                 | 富岡秀行            |
| 企画                 | 落合茂一                                       | 落合茂一                                       | 落合茂一                                       | 落合茂一                                       | 落合茂一                                       | 落合茂一                                       | 落合茂一                                       | 落合茂一         | 落合茂一         | 落合茂一         | 落合茂一                 | -                   |
| 監督                 | やまざきかずお                                 | やまざきかずお                                 | 出﨑哲                                         | 四分一節子                                     | 四分一節子                                     | 四分一節子                                     | 四分一節子                                     | -                | -                | -                | 森脇真琴                 | 米たにヨシトモ      |
| プロデューサー       | 長谷川洋                                       | 長谷川洋                                       | -                                              | 松下洋子                                       | 松下洋子                                       | 松下洋子                                       | 松下洋子                                       | 松下洋子         | 松下洋子         | 松下洋子         | 松下洋子                 | 田村一彦            |
| プロデューサー       | 菊池優                                         | 田原正利                                       | -                                              | 松下洋子                                       | 松下洋子                                       | 松下洋子                                       | 松下洋子                                       | 丸山正雄         | 渡辺明           | 丸山正雄 渡辺明  | 丸山正雄 渡辺明          | 田村一彦            |
| キャラクターデザイン | 高田明美                                       | 高田明美                                       | 四分一節子                                     | -                                              | -                                              | -                                              | -                                              | -                | -                | 重田敦司         | 重田敦司                 | 土器手司 広田麻由美 |
| 音楽                 | 風戸慎介 安西史孝 星勝 西村コージ ミッキー吉野 | 風戸慎介 安西史孝 星勝 西村コージ ミッキー吉野 | 風戸慎介 安西史孝 星勝 西村コージ ミッキー吉野 | 風戸慎介 安西史孝 星勝 西村コージ ミッキー吉野 | 風戸慎介 安西史孝 星勝 西村コージ ミッキー吉野 | 風戸慎介 安西史孝 星勝 西村コージ ミッキー吉野 | 風戸慎介 安西史孝 星勝 西村コージ ミッキー吉野 | -                | -                | -                | -                        | 渡辺剛              |
| 音楽                 | -                                              | 小林泉美                                       | 小林泉美 板倉文 天野正道                       | -                                              | -                                              | -                                              | -                                              | -                | -                | -                | -                        | 渡辺剛              |
| 美術監督             | 新井寅雄                                       | 新井寅雄                                       | 小板橋かよ子                                   | 小板橋かよ子                                   | 小板橋かよ子                                   | 小板橋かよ子                                   | 小板橋かよ子                                   | 青木勝志         | 高遠和茂         | 高遠和茂         | 荒井和浩                 | 池田繁美            |
| 撮影監督             | 清水洋一                                       | -                                              | 小山信夫                                       | 小山信夫                                       | 高橋明彦                                       | 小山信夫                                       | 小山信夫                                       | 石川欣一         | 玉川芳行         | 福田岳志         | 石川欣一                 | 葛山剛士            |
| 音響監督             | 斯波重治                                       | 斯波重治                                       | 斯波重治                                       | 斯波重治                                       | 斯波重治                                       | 斯波重治                                       | 斯波重治                                       | 斯波重治         | 斯波重治         | 斯波重治         | 斯波重治                 | 木村絵理子          |
| 編集                 | 森田清次 坂本雅紀                              | 森田清次 坂本雅紀                              | 尾形治敏 伊藤勇喜子 豊崎治                     | 井上和夫                                       | 井上和夫                                       | 井上和夫                                       | 井上和夫                                       | 森田編集室       | 森田編集室       | JAY.FILM.CO      | 坂本雅紀 森田清次 松本裕 | 内浦良典            |
| アニメーション制作   | ディーン                                       | ディーン                                       | マジックバス                                   | マジックバス                                   | マジックバス                                   | マジックバス                                   | マジックバス                                   | マッドハウス     | マッドハウス     | マッドハウス     | マッドハウス             | サンライズ          |
| 製作                 | キティ・フィルム                               | キティ・フィルム                               | キティ・フィルム                               | キティ・フィルム                               | キティ・フィルム                               | キティ・フィルム                               | キティ・フィルム                               | キティ・フィルム | キティ・フィルム | キティ・フィルム | キティ・フィルム         | 小学館              |

### 主題歌（OVA）
| 曲名                   | 歌手                       | 作詞                      | 作曲             | 編曲     | アニメーション | 使用作品  |
| ---------------------- | -------------------------- | ------------------------- | ---------------- | -------- | -------------- | --------- |
| 殿方ごめん遊ばせ       | 南翔子                     | 阿木燿子                  | 和泉常寛         | 水谷公生 | 南家こうじ     | 1st、11th |
| Sweet Dream            | 成清加奈子                 | 沙羅                      | 松谷祐子         | 飛澤宏元 | -              | 2nd       |
| モノトーンの夏         | 松永夏代子                 | 森雪之丞                  | 辻畑鉄也         | 森英治   | 土器手司       | 3rd       |
| うる星やつら STARS ON  | さ・と・み                 | [ 注 42 ]                 | [ 注 42 ]        | 安西史孝 | 前島健一       | 4th - 7th |
| ラムのラブソング       | 松谷祐子                   | 伊藤アキラ                | 小林泉美         | 小林泉美 | 南家こうじ     | 8th       |
| ロック・ザ・プラネット | Steffanie （ステファニー） | Ralph McCarthy、 松井五郎 | タケカワユキヒデ | 椎名和夫 | 西島克彦       | 9th       |
| パジャマ・じゃまだ！   | 成清加奈子                 | 康珍化                    | 林哲司           | 椎名和夫 | 南家こうじ     | 10th      |

| 曲名                           | 歌手       | 作詞       | 作曲       | 編曲       | アニメーション | 使用作品       |
| ------------------------------ | ---------- | ---------- | ---------- | ---------- | -------------- | -------------- |
| Good Luck ～永遠より愛をこめて | 南翔子     | 阿木燿子   | 和泉常寛   | 水谷公生   | 南家こうじ     | 1st、9th、11th |
| ロマンスが痛い                 | 成清加奈子 | 實川翔     | 岸正之     | 飛澤宏元   | -              | 2nd            |
| SORRY…                         | 成清加奈子 | 森雪之丞   | つのだひろ | 久保田光政 | 小林ゆかり     | 3rd            |
| うる星やつら STARS ON          | さ・と・み | [ 注 42 ]  | [ 注 42 ]  | 安西史孝   | 前島健一       | 4th - 7th      |
| 宇宙は大ヘンだ！               | 松谷祐子   | 伊藤アキラ | 小林泉美   | 小林泉美   | 南家こうじ     | 8th、10th      |

### 映像ソフト化（OVA）
- 「夢の仕掛人、因幡くん登場！ラムの未来はどうなるっちゃ!?」のDVDが2000年8月19日に発売[116]。
- 同年9月20日に「怒れ!!シャーベット」から「月に吠える」までの計4作品を収録したDVD「うる星やつら OVAカルテット その1」が発売[117]。
- 同年10月18日に「ヤギさんとチーズ」から「霊魂とデート」までの計4作品を収録したDVD「うる星やつら OVAカルテット その2」が発売[118]。
- 同年11月15日に「了子の9月のお茶会」と「アイム・THE・終ちゃん」を収録したDVD「うる星やつら OVAベストカップリング」が発売[119]。
- 2010年1月29日に完全予約限定で発売されたDVD-BOX「It's a Rumic World スペシャルアニメBOX」に「ザ・障害物水泳大会」が収録されている[120][121]。また、10月20日に同作の単巻Blu-rayとDVDが発売[122][123]。
- 2015年4月22日に「ザ・障害物水泳大会」を除く11作品（デジタルリマスター版）を収録した「OVA『うる星やつら』Blu-ray BOX」が発売[124][125]。

## その他
古川登志夫と平野文のオールナイトニッポンモバイル
「Radital」で2015年3月20日から配信を開始したモバイル向け番組。あたる役の古川とラム役の平野のコンビが担当。
| キャラクター        | 1981版キャスト      | 2022版キャスト |
| ------------------- | ------------------- | -------------- |
| 諸星あたる          | 古川登志夫 ★        | 神谷浩史       |
| ラム                | 平野文 ★            | 上坂すみれ     |
| 面堂終太郎          | 神谷明              | 宮野真守       |
| 三宅しのぶ          | 島津冴子            | 内田真礼       |
| サクラ              | 鷲尾真知子          | 沢城みゆき     |
| 錯乱坊（チェリー）  | 永井一郎            | 高木渉         |
| 藤波竜之介          | 田中真弓            | 高垣彩陽       |
| テン                | 杉山佳寿子          | 悠木碧         |
| ラン                | 井上瑤 → 小宮和枝   | 花澤香菜       |
| お雪                | 小原乃梨子          | 早見沙織       |
| 弁天                | 三田ゆう子          | 石上静香       |
| レイ                | 玄田哲章 ★          | 小西克幸       |
| クラマ姫            | 吉田理保子          | 水樹奈々       |
| ♨先生（温泉マーク） | 池水通洋            | 三宅健太       |
| 校長先生            | 西村知道            | 大塚芳忠 ★     |
| コタツネコ          | 西村智博            | 高木渉         |
| あたるの父          | 緒方賢一            | 古川登志夫 ★   |
| あたるの母          | 佐久間なつみ        | 戸田恵子       |
| ラムの父            | 沢りつお            | 小山力也       |
| ラムの母            | 山田礼子            | 平野文 ★       |
| 竜之介の父          | 安西正弘            | 千葉繁 ★       |
| 面堂了子            | 小山茉美            | 井上麻里奈     |
| 面堂の父            | 麦人                | 井上和彦 ★     |
| 面堂の母            | 坪井章子 / 兵藤まこ | 井上喜久子     |
| 面堂の祖父          | 北村弘一            | 岩崎ひろし     |
| 尾津乃つばめ        | 井上和彦 ★          | 櫻井孝宏       |
| 水乃小路飛麿        | 井上和彦 ★ → 島田敏 | 梶裕貴         |
| 水乃小路飛鳥        | 島本須美            | M・A・O        |
| しゅがあ            | TARAKO ★            | 久野美咲       |
| じんじゃあ          | 坂本千夏            | 森永千才       |
| ぺっぱあ            | 鵜飼るみ子          | 高橋李依       |
| 飛麿・飛鳥の父      | 二又一成 ★          | 桜井敏治       |
| 飛麿・飛鳥の母      | 梨羽由記子          | 三石琴乃       |
| 真吾                | 古谷徹              | 島﨑信長       |
| 諸星こける          | [ 注 50 ]           | くまいもとこ   |
| 望                  | 大城まつみ          | 石見舞菜香     |
| 潮渡渚              | 弥生みつき          | 村瀬歩         |
| 渚の父              | 肝付兼太            | 坂口候一       |
| 因幡                | 鈴置洋孝            | 入野自由       |
| ルパ                | 塩沢兼人            | 中村悠一       |
| カルラ              | 井上瑤              | 水瀬いのり     |
| ウパ                | 緒方賢一            | チョー         |

※ ★は1981年版・2022年版両作品に出演。